# Marie Curie
Pour les articles homonymes, voir Marie Curie (homonymie), Curie et Famille Curie.
Marie Curie (ou Marie Skłodowska-Curie),  née le 7 novembre 1867 à Varsovie (royaume de Pologne, sous domination russe) et morte le 4 juillet 1934 à Passy (Haute-Savoie), dans le sanatorium de Sancellemoz, est une physicienne et chimiste polonaise, naturalisée française par son mariage avec le physicien Pierre Curie en 1895. Scientifique d'exception, elle est la première femme à avoir reçu le prix Nobel et la seule femme à en avoir reçu deux. Elle reste la seule personne à avoir été récompensée dans deux domaines scientifiques distincts. Elle est également la première femme lauréate, avec son mari, de la médaille Davy de 1903 pour ses travaux sur le radium. En France, Marie Curie est la première femme à enseigner à la Sorbonne, et la première femme honorée pour ses propres mérites à reposer au Panthéon.
En 1903, les époux Curie partagent avec Henri Becquerel le prix Nobel de physique pour leurs recherches sur les radiations (radioactivité, rayonnement corpusculaire naturel). En 1911, elle obtient le prix Nobel de chimie pour ses travaux sur le polonium et le radium.
Une partie de ses cahiers d'expérience est conservée à la Bibliothèque nationale de France et accessible sous forme numérisée.

## Biographie

### Origines familiales et formation

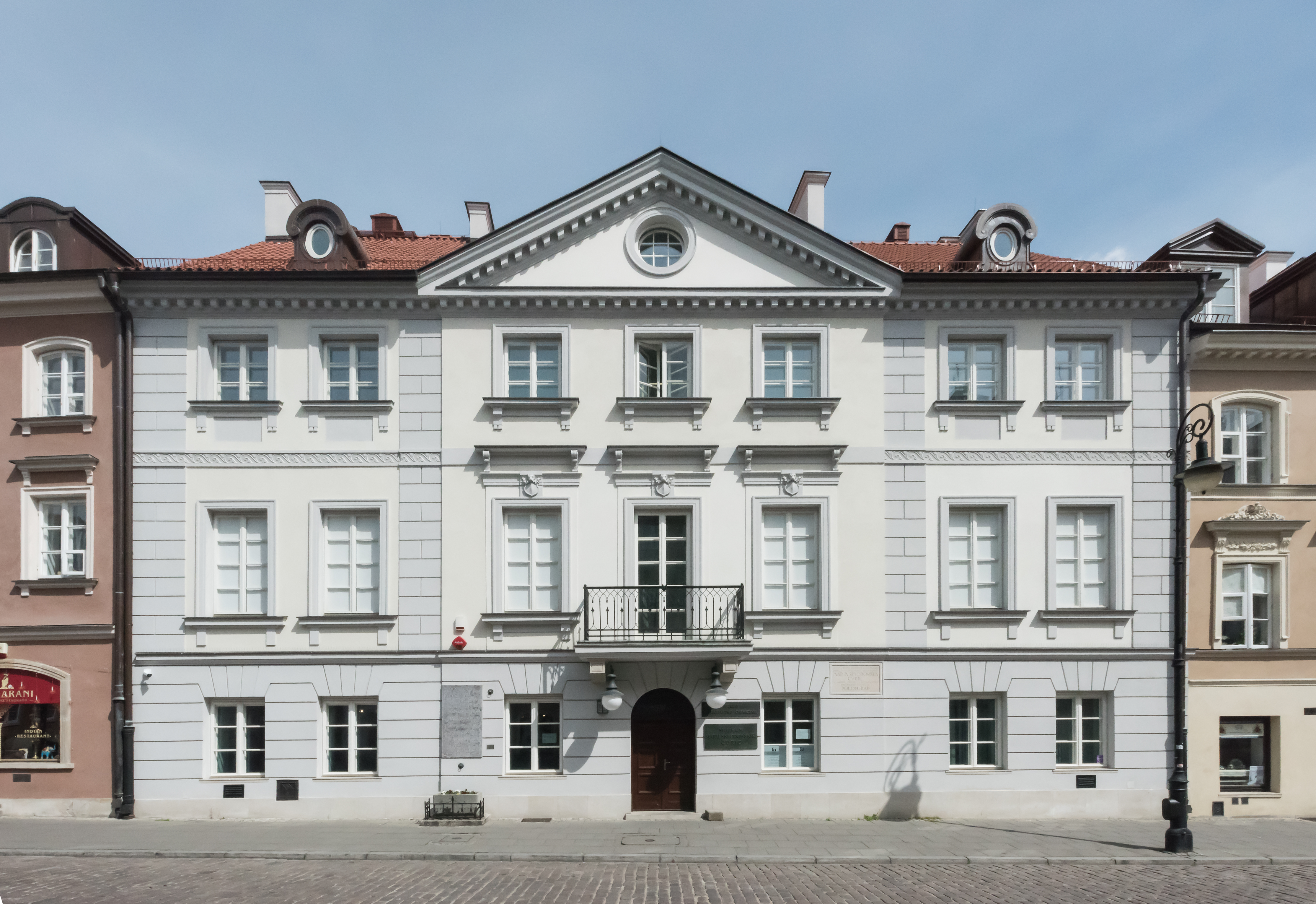
Maison natale à Varsovie.

Maria Salomea Skłodowska (prononcé [ˈmarja salɔˈmɛa skwɔˈdɔfska] ) naît à Varsovie, capitale du royaume de Pologne, fondé en 1815 par le congrès de Vienne au profit du tsar Alexandre et étroitement lié à l'Empire russe. À cette époque, à la suite de l'insurrection polonaise de 1861-1864, la Russie procède au transfert des ministères polonais de Varsovie à Saint-Pétersbourg et lance une politique de russification du royaume.
Son père, issu de la famille Dołęga, est professeur de mathématiques et de physique ; sa mère est institutrice. Avant Marie, ils ont eu trois filles et un fils : Zofia (1861-1876), Józef (1863-1937), Bronisława (Bronia) (1865-1939) et Helena (1866-1961).
En l’espace de deux années, elle perd sa sœur Zofia, morte du typhus en janvier 1876, et sa mère, qui succombe à la tuberculose le 9 mai 1878. Elle se réfugie alors dans les études, où elle excelle dans toutes les matières, et où la note maximale lui est accordée. Elle obtient ainsi son diplôme de fin d’études secondaires avec la médaille d’or en 1883. Elle adhère à la doctrine positiviste d'Auguste Comte et rejoint l'Université volante, organisation clandestine qui pratique l'éducation des masses en polonais, en réaction à la politique de russification.
Le père de Maria était athée, sa mère catholique fervente. Les décès de sa sœur Zofia puis de sa mère lui font perdre sa foi dans la religion catholique et l'amène à devenir agnostique.
Maria souhaiterait faire des études supérieures, mais cela est interdit aux femmes dans son pays natal. Lorsque sa sœur Bronia part à Paris étudier la médecine, Maria s'engage comme gouvernante dans une famille de province, pour financer un projet similaire. À ce moment-là, elle a l'intention de revenir ensuite en Pologne pour enseigner, éventuellement dans le cadre de l'Université volante. Au bout de trois ans, elle rentre à Varsovie, où un cousin lui permet d'entrer dans un laboratoire.

### Études supérieures à Paris (1891-1894)
Marie Curie part pour Paris en 1891, où elle est hébergée par sa sœur et son beau-frère, rue d'Allemagne, non loin de la gare du Nord. Le 3 novembre 1891, elle s'inscrit pour des études de physique à la faculté des sciences de Paris. Parmi les 776 étudiants de la faculté des sciences en janvier 1895, il n'y a que 27 femmes, dont seulement sept étrangères, alors qu'en médecine, la plupart des étudiantes sont étrangères.
En mars 1892, elle déménage dans une chambre meublée de la rue Flatters dans le Quartier latin, plus calme et plus proche des installations de la faculté. Elle suit les cours des physiciens Edmond Bouty et Gabriel Lippmann et des mathématiciens Paul Painlevé et Paul Appell.
En juillet 1893, elle est reçue première de sa promotion à la licence de physique. Pendant l'été, une bourse d'études de 600 roubles lui est accordée, qui lui permet de poursuivre des études en mathématiques. En juillet 1894, elle est reçue seconde à la licence de mathématiques. Elle envisage alors un retour en Pologne.

### Rencontre et mariage avec Pierre Curie
Depuis le début de l'année 1894, elle travaille aussi dans le laboratoire des recherches physiques de Gabriel Lippmann, au sein duquel la Société d'encouragement pour l'industrie nationale lui confie des recherches sur les propriétés magnétiques de différents aciers. Elle y travaille dans des conditions spartiates et recherche donc une façon de mener à bien ses travaux. Le professeur Józef Kowalski de l'université de Fribourg lui fait alors rencontrer Pierre Curie, chef des travaux de physique à l'École municipale de physique et de chimie industrielles qui étudie également le magnétisme. Elle va finir par accepter de travailler avec lui, et, durant cette collaboration, se développe une inclination mutuelle.
Marie rentre tout de même à Varsovie en 1895, pour se rapprocher des siens et dans le but d'enseigner et de participer à l'émancipation de la Pologne. Mais lorsque Pierre lui demande de revenir à Paris et de devenir son épouse, elle accepte : ils se marient à Sceaux, le 26 juillet 1895.
L'année suivante, elle prépare à la faculté l'agrégation pour l'enseignement des jeunes filles, section mathématiques. En parallèle, Marie Skłodowska, désormais Curie, suit les cours de Marcel Brillouin[réf. incomplète] et documente ses premiers travaux de recherche sur les aciers. En 1896, elle est reçue première à l'agrégation. Elle ne prend cependant pas de poste dans l'enseignement secondaire, souhaitant travailler à une thèse de doctorat.
Le 12 septembre 1897, elle donne naissance à sa première fille, Irène.

### Thèse de doctorat et découverte du radium

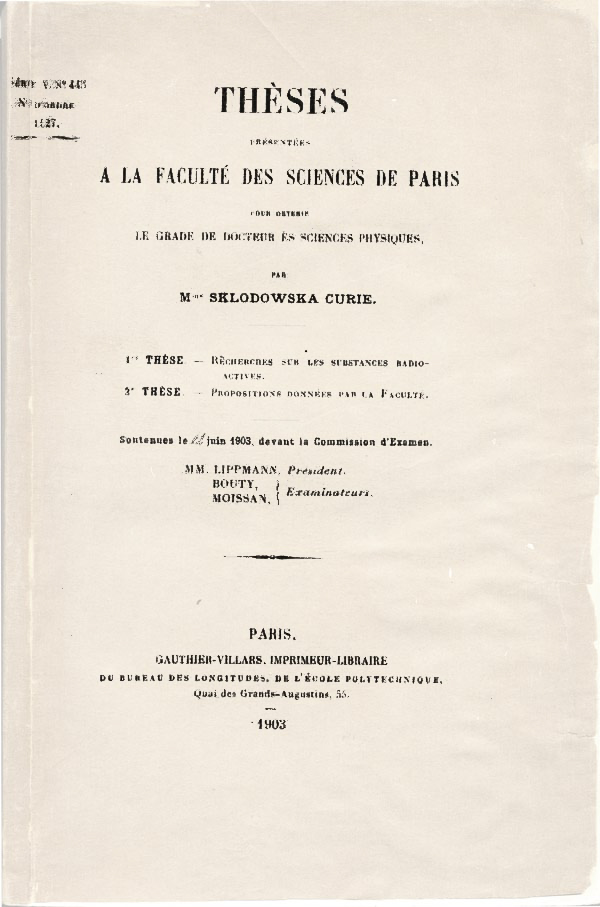
Thèse de doctorat de Marie Curie.

La découverte des rayons X par Wilhelm Röntgen en 1895 éveille un grand intérêt dans la communauté scientifique et donne lieu à de nombreuses activités de recherche. En revanche, les rayons de Becquerel, découverts par Henri Becquerel, n'ont pas encore fait naître un tel enthousiasme. Marie Curie, qui cherche alors un sujet de thèse de doctorat, choisit de se consacrer à l'étude de ces rayonnements. Elle commence en 1897 ses travaux de thèse sur l'étude des rayonnements produits par l'uranium, à ce moment-là encore appelés rayons uraniques car on les croit spécifiques à cet élément jusqu'à ce qu'elle découvre la radioactivité du thorium, peu après Gerhard Carl Schmidt.
Elle s'attache à quantifier les capacités ionisantes des sels d'uranium, dans un atelier rudimentaire, mis à sa disposition par le directeur de l'École municipale de physique et de chimie industrielles, Paul Schützenberger. En décembre, elle élabore un protocole d'expérience, utilisant comme banc de mesure l'électromètre piézoélectrique élaboré par son mari Pierre Curie et son beau-frère Jacques Curie, instrumentation qui permet de mesurer avec une grande précision l'effet des rayonnements sur l'ionisation de l'air. De cette façon, Marie Curie examine de nombreux métaux, sels et minéraux contenant de l'uranium, qui lui sont fournis par Henri Moissan, Alexandre Léon Étard, Antoine Lacroix et Eugène Anatole Demarçay.
Elle montre ainsi que la pechblende et la chalcolite sont respectivement quatre et deux fois plus actives que l'uranium. L'activité mesurée s'avère également indépendante de l'état des matériaux étudiés, mais dépend de la proportion d'uranium qu'ils contiennent. L'analyse d'un échantillon de chalcolite artificielle permet de confirmer ces découvertes et Marie Curie en déduit que les « rayons de Becquerel » sont une propriété de l'atome et non une propriété chimique. Ses résultats sont présentés le 12 avril 1898 par Gabriel Lippmann à l'Académie des sciences.
Marie Curie obtient en 1898 le prix Gegner, de l'Académie des sciences, d'un montant de 4 000 francs, pour ses travaux sur les propriétés magnétiques des métaux. Elle obtiendra à nouveau ce prix à deux reprises, en 1900 et en 1902.

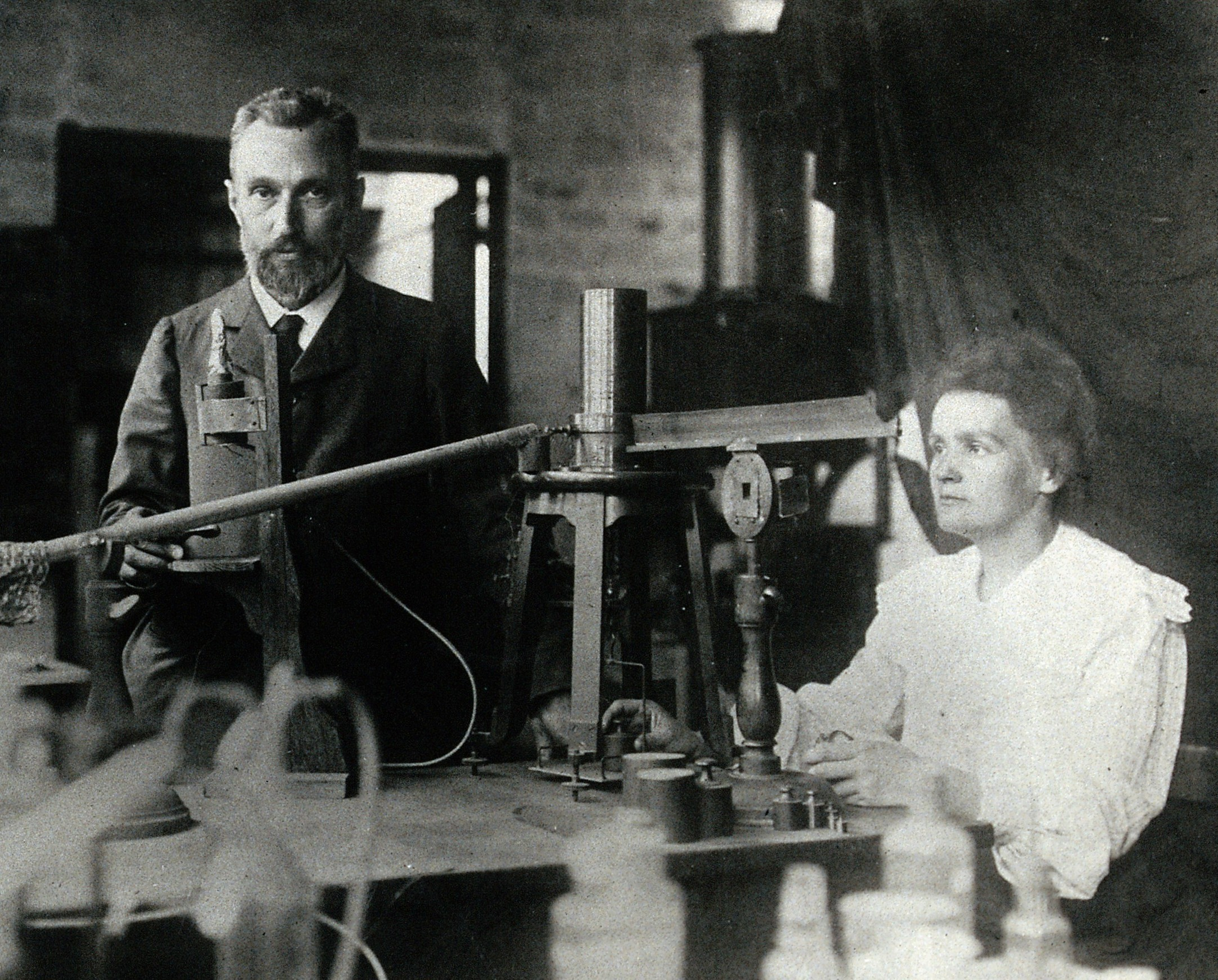
Pierre et Marie Curie dans leur laboratoire de fortune de l’École municipale de physique et de chimie industrielles, vers 1906.

En 1898, Pierre laisse de côté ses travaux sur la piézoélectricité pour rejoindre son épouse sur son étude de la radioactivité. Leur but est d'isoler des roches radioactives les éléments à l’origine du rayonnement inconnu. Grâce à un financement inespéré, ils font venir de Joachimsthal, en Bohême, quelques tonnes de pechblende dans leur laboratoire parisien. Le raffinage du minerai, procédé dangereux, exigeant la plus grande précision, est réalisé sous la direction de Gustave Bémont, chimiste et chef des travaux du laboratoire, dans un hangar qui se trouve à côté de l’atelier, séparé uniquement par une cour. Ils découvrent effectivement deux nouveaux éléments. Le 18 juillet, Marie Curie annonce la découverte d'un nouvel élément, le polonium, présent dans la substance raffinée, issue de la pechblende, qui est quatre cents fois plus radioactive que l'uranium. L'élément est nommé ainsi par l'Académie des sciences en référence à son pays d’origine, la Pologne.
Le 26 décembre 1898, avec Gustave Bémont, elle annonce la découverte du radium. Il aura fallu traiter plusieurs tonnes de pechblende pour obtenir moins d’un gramme de chlorure, encore impur, de cet élément (mêlé à du baryum). Ces extractions, faites à partir de tonnes de minerai, sont effectuées dans des conditions difficiles, dans des locaux dépourvus de tout chauffage ou confort. Le chimiste allemand Wilhelm Ostwald, visitant le lieu de travail de Pierre et Marie Curie, déclare : « Ce laboratoire tenait à la fois de l’étable et du hangar à pommes de terre. Si je n’y avais pas vu des appareils de chimie, j’aurais cru que l’on se moquait de moi ».
Le 26 octobre 1900, elle est nommée chargée des conférences de physique de 1re et 2e années à l’École normale supérieure d'enseignement secondaire des jeunes filles (Sèvres).
En juillet 1902, elle obtient un décigramme de chlorure de radium, qui lui permet d'identifier la position de cet élément dans le tableau de Mendeleïev. Elle soutient sa thèse de doctorat en sciences physiques, intitulée Recherches sur les substances radioactives, le 25 juin 1903, devant la faculté des sciences de l'université de Paris ; elle obtient la mention « très honorable ».

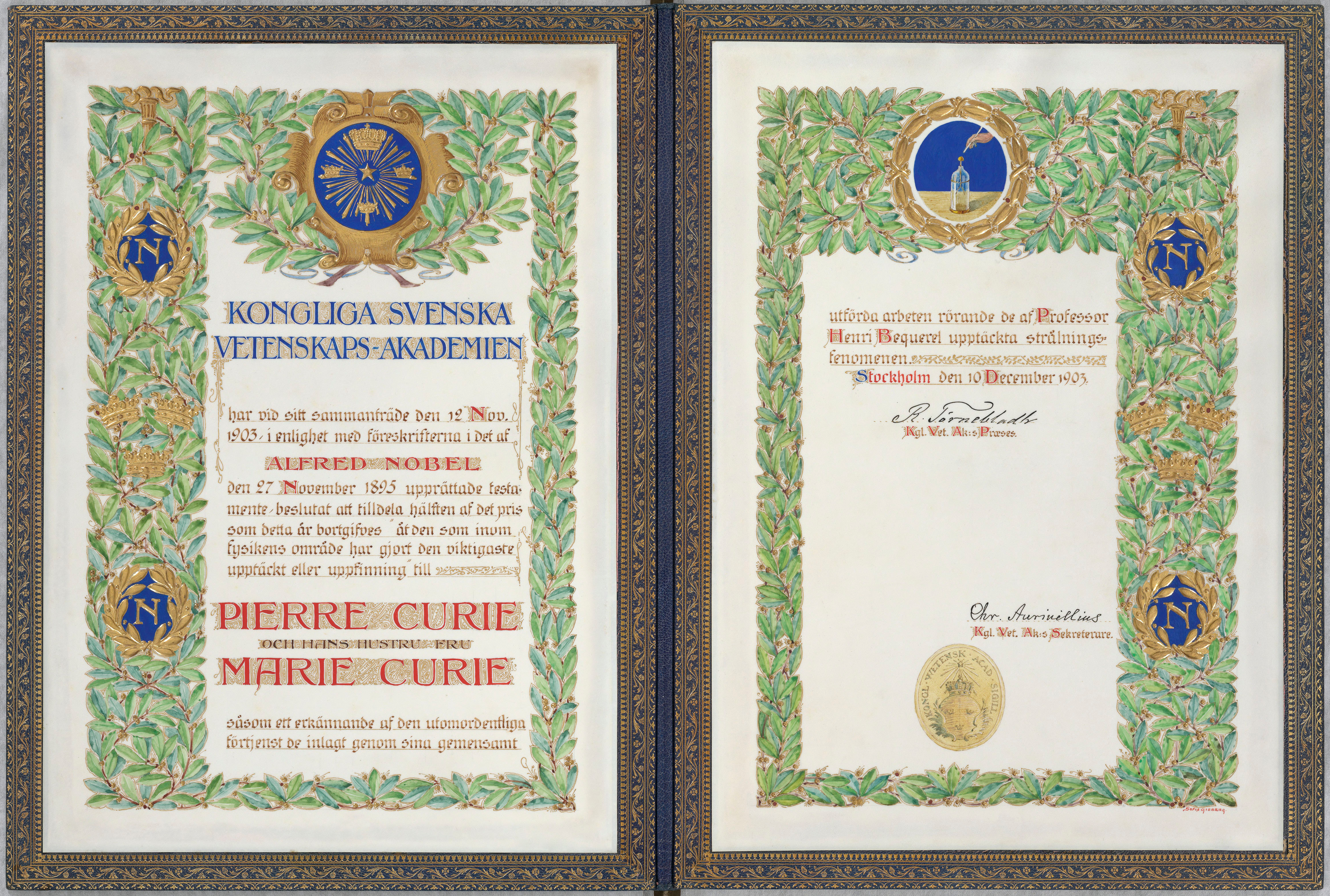
Le diplôme du prix Nobel de Physique 1903 dont elle partage une moitié avec son mari Pierre Curie, l'autre moitié étant attribuée à Henri Becquerel.

Le 10 décembre 1903, Marie Curie reçoit avec son mari Pierre Curie et Henri Becquerel, le prix Nobel de physique « en reconnaissance de leurs services rendus, par leur recherche commune sur le phénomène des radiations découvert par le professeur Henri Becquerel ». Pour des raisons de santé, Pierre et Marie Curie devront attendre près d'un an avant de pouvoir se déplacer à Stockholm et d'aller y chercher le prix.
Marie Curie est la première femme à recevoir un prix Nobel et les archives du comité Nobel montrent que la proposition transmise par l'Académie des sciences française ne contenait que les noms d'Henri Becquerel et de Pierre Curie : il aura fallu l'intervention de celui-ci, à la suite de l'indiscrétion d'un académicien suédois, pour que le nom de Marie soit ajouté.
Le couple devient célèbre et ces découvertes suscitent un engouement tant scientifique que public. La danseuse Loïe Fuller leur demande de l'aider à faire un costume phosphorescent au radium, ce qu'ils refusent, en lui en expliquant les raisons[réf. nécessaire]. La danseuse, qui deviendra leur amie, leur offre un spectacle à domicile, avant de lancer un nouveau spectacle sur le thème du radium.
Également en 1903, Marie Curie est la première femme lauréate de la médaille Davy. L’année suivante, elle reçoit la médaille Matteucci et donne naissance le 6 décembre à sa deuxième fille, Ève.

### Enseignement et recherche

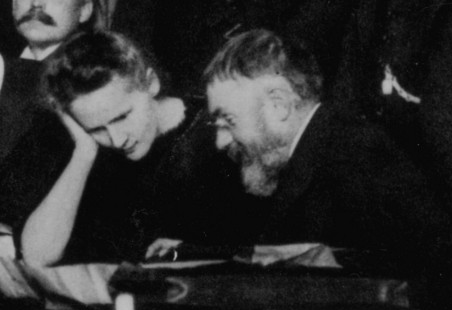
Marie Curie et Henri Poincaré au premier Congrès Solvay en 1911.

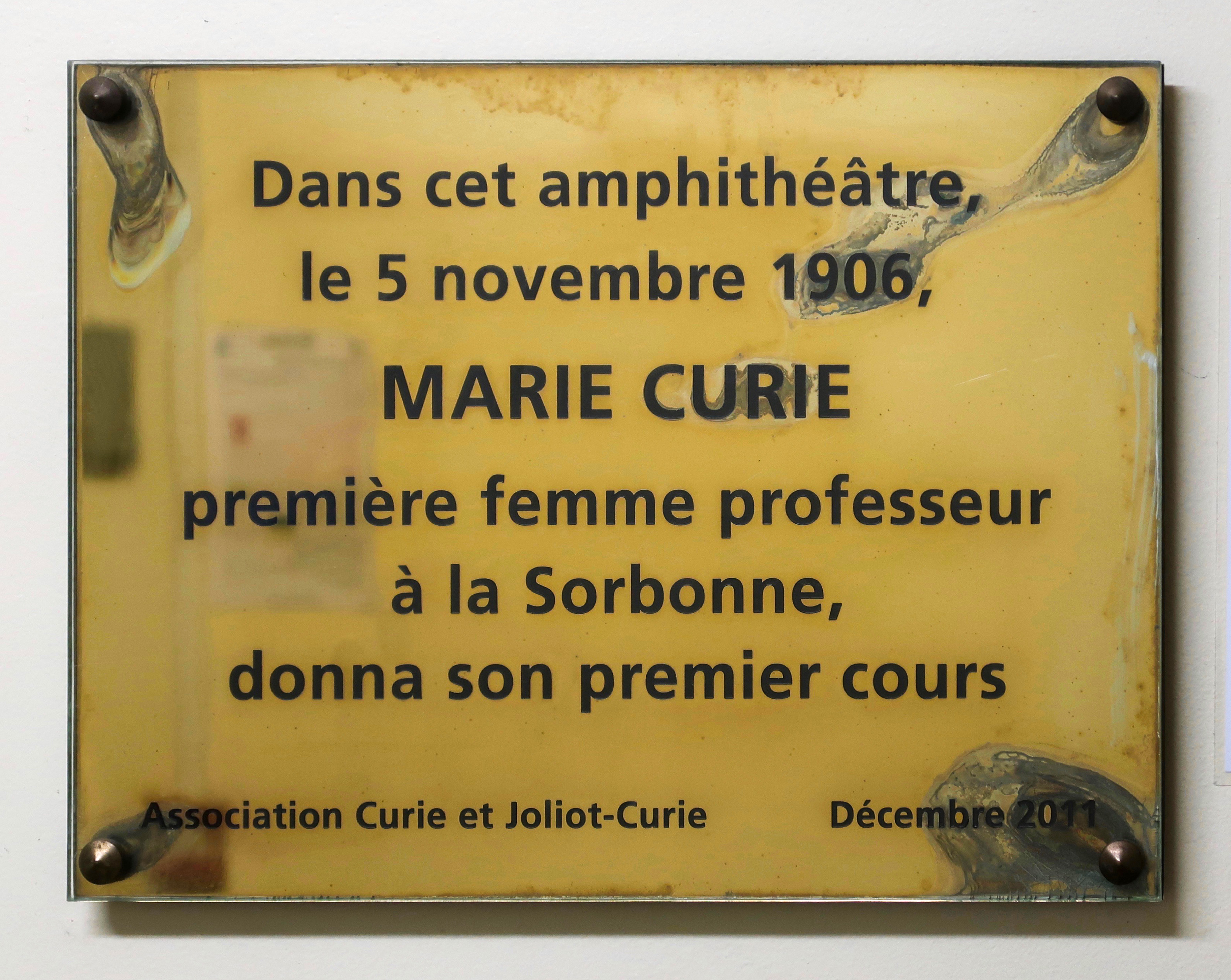
Plaque à l'entrée de l'ancien amphithéâtre de physique de la Sorbonne (de nos jours amphithéâtre Lefebvre).

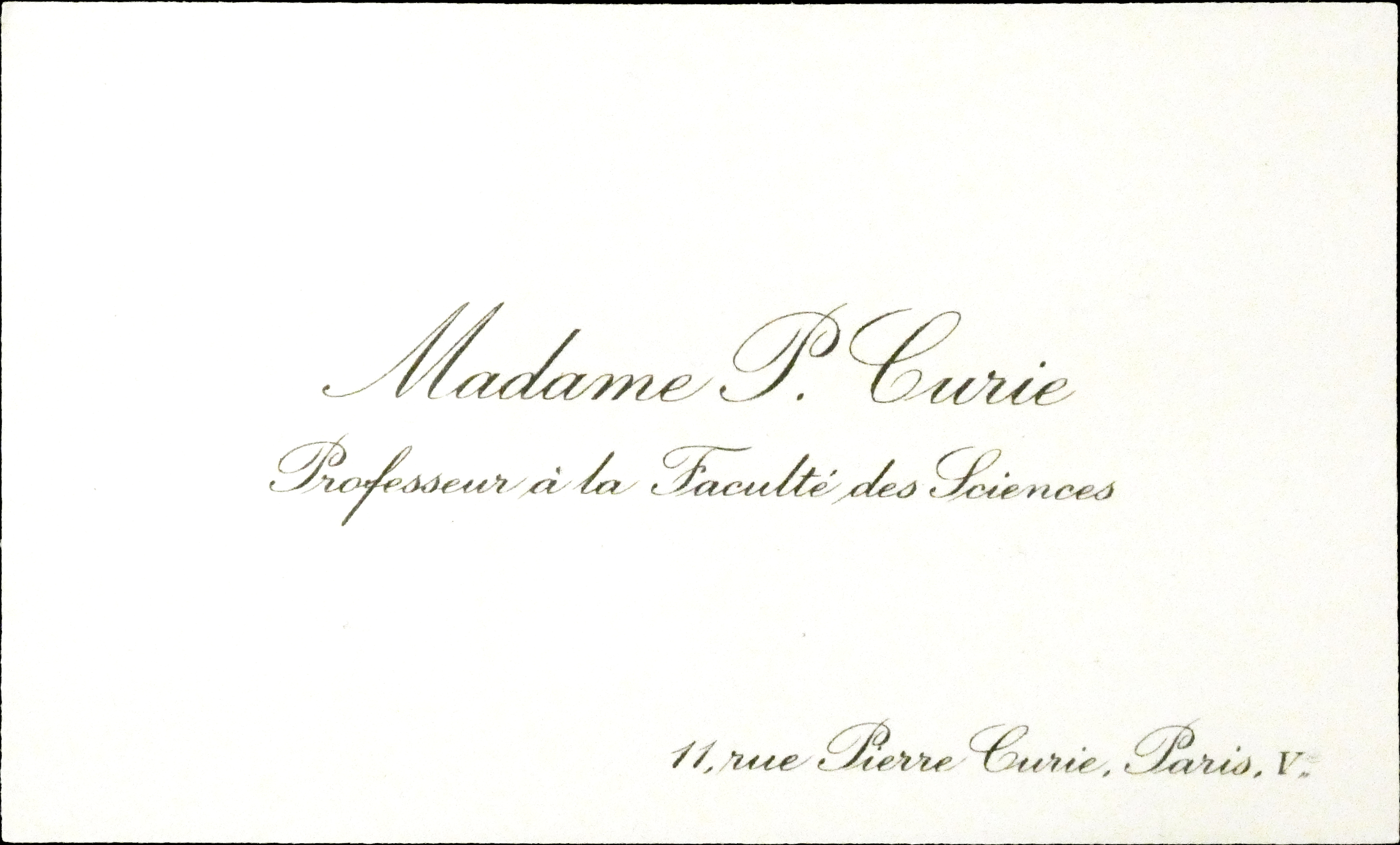
Carte de visite de Marie Curie comme professeure à la faculté des sciences.

À la suite de l'obtention du prix Nobel, Pierre Curie est nommé en octobre 1904 professeur titulaire d'une nouvelle chaire de physique à la faculté des sciences de l'université de Paris et obtient la construction d'un laboratoire dans la cour de l'annexe de la faculté, consacrée au certificat PCN, située 12 rue Cuvier. Marie Curie est nommée chef de travaux du laboratoire lié à la chaire,.
Le 19 avril 1906, Pierre meurt, renversé accidentellement par une voiture à cheval. Marie Curie souffre durablement de cette perte et est soutenue dans les difficiles années qui suivent par le père de Pierre, Eugène Curie, et par son frère, Jacques Curie.
Marie Curie devient alors la première femme en France directrice d'un laboratoire universitaire[réf. incomplète]. De 1906 à 1934, elle accueille 45 femmes, sans exercer une sélection sexiste dans ses recrutements. Elle déménage en 1907 dans la rue du chemin de fer à Sceaux, afin d'être plus proche du lieu où est inhumé son mari.
Marie Curie est chargée du cours le 1er mai 1906 en remplacement de Pierre, devenant la première femme professeur à la Sorbonne. Sa leçon inaugurale a lieu le 5 novembre 1906 dans l’amphithéâtre de physique de la faculté des sciences à la Sorbonne, où se pressent journalistes, artistes, personnalités politiques et femmes du monde. Le Journal salue l'événement en ces termes :

« c'est […] une grande victoire féministe que nous célébrons en ce jour. Car, si la femme est admise à donner l'enseignement supérieur aux étudiants des deux sexes, où sera désormais la prétendue supériorité de l'homme mâle ? En vérité, je vous le dis : le temps est proche où les femmes deviendront des êtres humains. »

Elle est nommée professeur titulaire de la chaire le 16 novembre 1908. L'intitulé de la chaire devient ensuite « physique générale et radioactivité ».
En 1910, assistée du professeur André-Louis Debierne, Marie Curie parvient à isoler un gramme de radium sous forme de métal pur. Elle publie la même année le Traité de radioactivité. Des anticléricaux, dreyfusards et libre-penseurs refusant l'élection systématique de candidats antidreyfusards à l'Institut de France lui conseillent de postuler à l'Académie des sciences, mais c'est Édouard Branly qui est élu, avec une majorité de deux voix, vraisemblablement en raison de son conservatisme,.
Elle participe début novembre 1911 au premier Congrès Solvay, organisé et financé par le chimiste et industriel belge Ernest Solvay. Ce congrès réunit de nombreux physiciens, tels que Max Planck, Albert Einstein et Ernest Rutherford. Elle est la seule femme de ce congrès et presque la seule pour les suivants (on compte par exemple l’Autrichienne Lise Meitner).

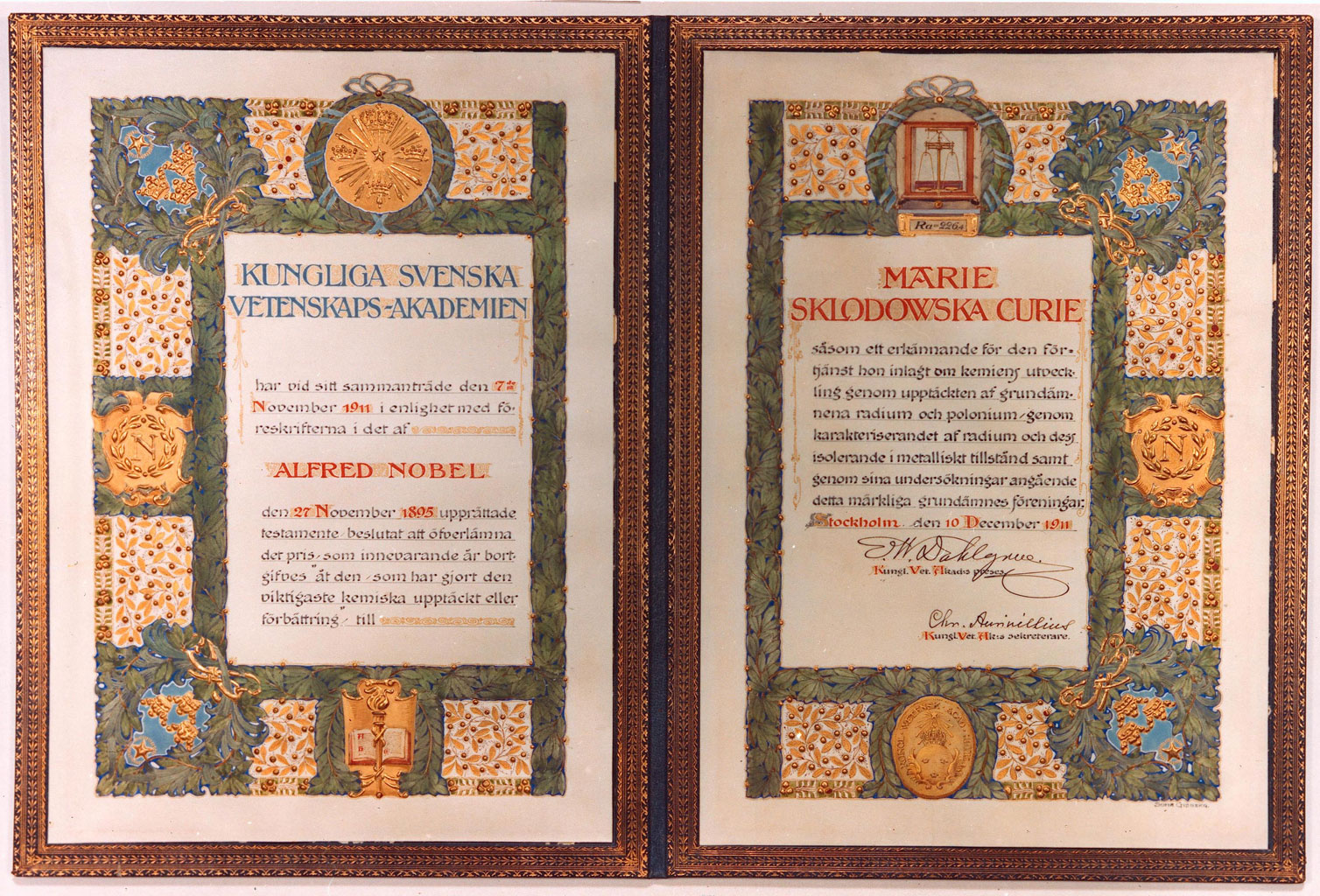
Le diplôme accompagnant le prix Nobel de chimie de 1911 de Marie Sklodowska Curie.

Le 4 novembre 1911, alors que le congrès Solvay vient de se terminer, éclate l'« affaire Langevin » : la liaison extraconjugale de Paul Langevin avec Marie Curie (alors veuve depuis cinq ans) fait les gros titres de la presse nationaliste, qui la traite de « Polonaise venant briser un bon ménage français ». Des journaux d’extrême droite publient des lettres qui enflamment l'opinion publique. Ces lettres ont été volées par le beau-frère dans l'appartement que Paul Langevin, en instance de divorce, louait dans le Quartier latin. Tous deux démentent la teneur des lettres publiées, mais en vain. La campagne de presse a été si violente que le ministre de l’Instruction publique en est venu à souhaiter que Marie Curie retourne en Pologne. Le lauréat du prix Nobel de chimie Svante Arrhenius, qui l'encourageait, change d’avis à la suite de cette affaire,.
Le 8 novembre 1911, au plus fort et en dépit du scandale, Marie Curie reçoit un télégramme l'informant que le prix Nobel de chimie lui est décerné, « en reconnaissance des services pour l’avancement de la chimie par la découverte de nouveaux éléments : le radium et le polonium, par l’étude de leur nature et de leurs composés ».
Malgré la suggestion du comité Nobel de ne pas venir chercher le prix en Suède en raison de pressions politiques ainsi que du scandale qui la couvre, elle choisit de se déplacer et le reçoit le 10 décembre 1911 à Stockholm. Elle est la première personne à obtenir deux prix Nobel pour ses travaux scientifiques.
Les médecins découvrent que Marie Curie, affaiblie par les événements de l'année 1911, est atteinte d'une maladie rénale. Elle subit une opération chirurgicale, puis une longue convalescence, pendant laquelle d'autres physiciens, à la suite de ses découvertes, continuent à faire la lumière sur le fonctionnement de l'atome.

### Rôle dans la Grande Guerre, et l’Institut du radium

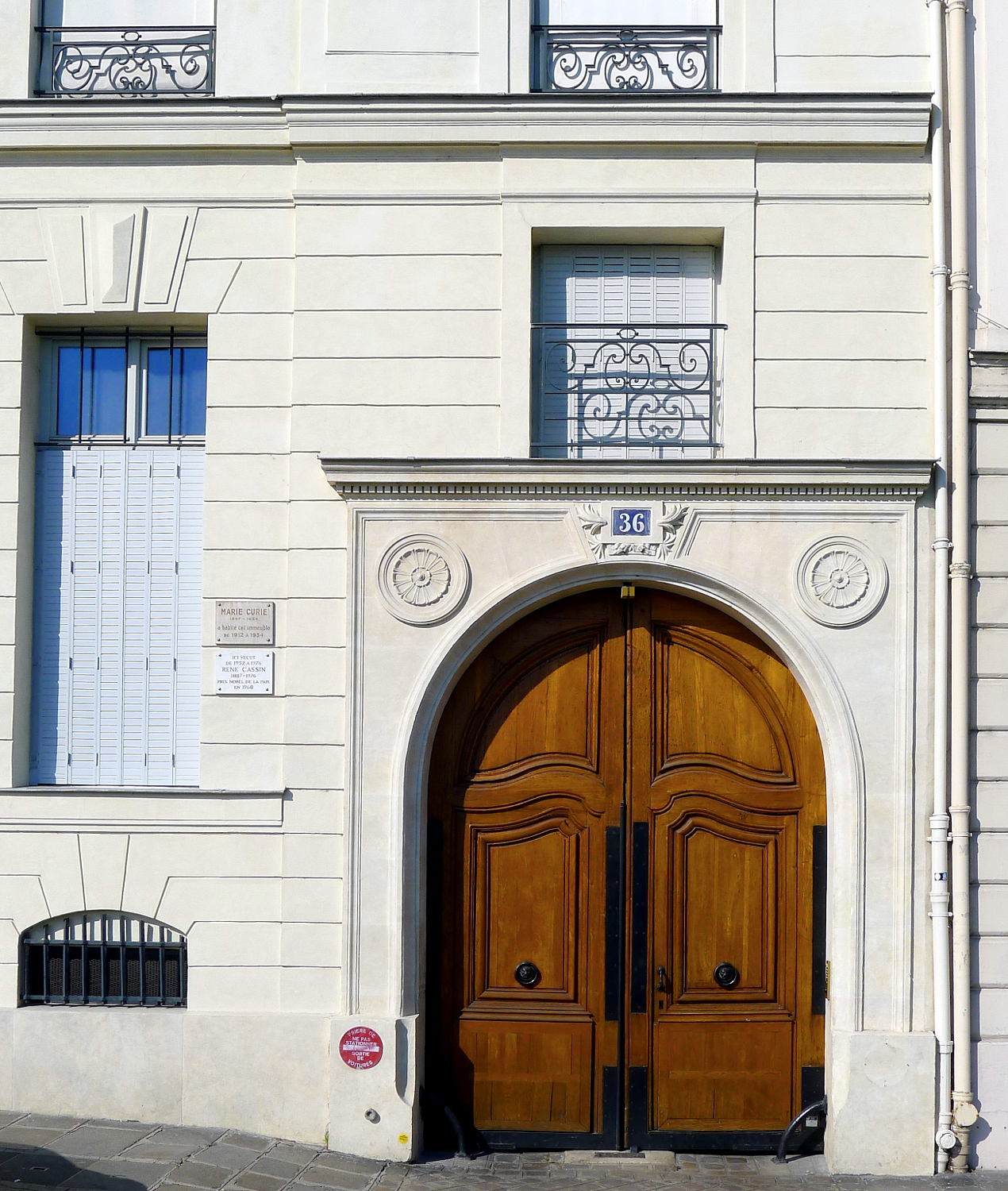
En 1912, Marie Curie s'installe quai de Béthune au no 36.

Fin 1909, le professeur Émile Roux, directeur de l’Institut Pasteur, propose la création d’un Institut du radium, consacré à la recherche médicale contre le cancer et à son traitement par radiothérapie — celui-ci deviendra plus tard l'Institut Curie. Malgré la notoriété de Marie Curie et de son prix Nobel, il faut attendre 1911 pour que commencent les travaux, subventionnés par Daniel Osiris. Le professeur Roux impose de plus un partage directorial, en faisant venir un de ses protégés, un chercheur en biologie de Lyon, le docteur Claudius Regaud qui veut entreprendre une recherche biologique de thérapie contre le cancer, en croisant et mêlant l'usage de la radioactivité (radium) et de la radiographie (Rayons X, découvert par Roentgen).
Marie Curie, vexée d'être placée en doublon, exige que le prétendant directeur-chercheur, par ailleurs inconnu d'elle, soit soumis sous sa direction à un examen de candidat, afin qu'il expose les résultats des travaux qu'il a conduits jusque-là et les motivations relatives à ce poste. L’Institut, situé rue d'Ulm, est achevé en 1914, juste avant la Première Guerre mondiale. Il réunit deux laboratoires aux compétences complémentaires : le laboratoire de physique et de chimie, dirigé par Marie Curie, et le laboratoire Pasteur, axé sur la radiothérapie, dirigé par Claudius Regaud.
Lorsque la guerre éclate, Marie Curie se mobilise, tout comme les autres membres de l’Institut du radium, qui fermera temporairement durant la guerre. Aux côtés d’Antoine Béclère, directeur du service radiologique des armées, et avec l'aide de la Croix-Rouge, elle participe à la conception de dix-huit unités chirurgicales mobiles, des « ambulances radiologiques » surnommées a posteriori les « petites Curies »,,. Elle a construit de sa propre initiative la première unité mobile en empruntant et adaptant la voiture de la princesse de Polignac, en prenant le propre matériel de recherche de Claudius Regaud sans usage, puis inauguré en personne avec son chauffeur-laborantin expérimentateur (Louis Ragot) une première campagne en visitant les hôpitaux du front engorgé de blessés. Ce que l'argot militaire a désigné sous le nom de « p'tites Curies », sont des véhicules de tourisme équipés d'appareils Röntgen avec une dynamo alimentée par le moteur du véhicule, et pouvant donc se rendre très près des champs de bataille et ainsi limiter les déplacements sanitaires des blessés. Les véhicules permettent de prendre des radiographies des blessés, opération très utile pour situer plus précisément l'emplacement des éclats d'obus et des balles et faciliter l'opération chirurgicale, soit différée soit immédiate sous le dispositif radiographique. Marie Curie transforme l’Institut du radium déserté en août 1914 en véritable école de radiologie, pour former des bataillons de jeunes femmes aide-radiologistes. Elle a aussi participé à la création de 150 postes fixes de radiologie, au sein des hôpitaux militaires.
Le 28 juillet 1916, elle obtient son permis de conduire et part régulièrement sur le front réaliser des radiographies. Elle est rejointe par sa fille Irène, âgée de dix-neuf ans, qui fait de même dans plusieurs hôpitaux de campagne durant toute la guerre.

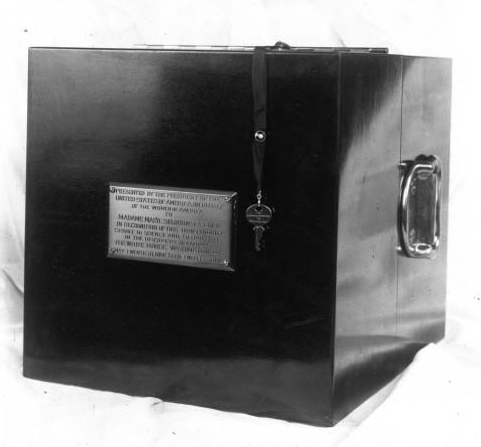
Le coffret offert en 1921.

En novembre 1918, à la fin de la guerre, Marie Curie peut enfin occuper son poste à l’Institut du radium. Sa fille Irène devient son assistante. L’Institut du radium doit faire face à des difficultés financières. Il faudra attendre le début des années 1920 pour que les dons affluent et que l'institut se développe. Après la découverte des vertus thérapeutiques du radium pour la lutte contre le cancer, le radium connaît un vif engouement littéraire et surtout industriel, au point d'être utilisé dans de nombreux produits de consommation courante — crèmes rajeunissantes, cigarettes, réveils…
L'Institut du radium accueille de nombreux étudiants et physiciens, notamment étrangers, dont beaucoup de femmes (Marguerite Perey fut son assistante), et contribue ainsi à l'émancipation féminine en France comme à l'étranger.

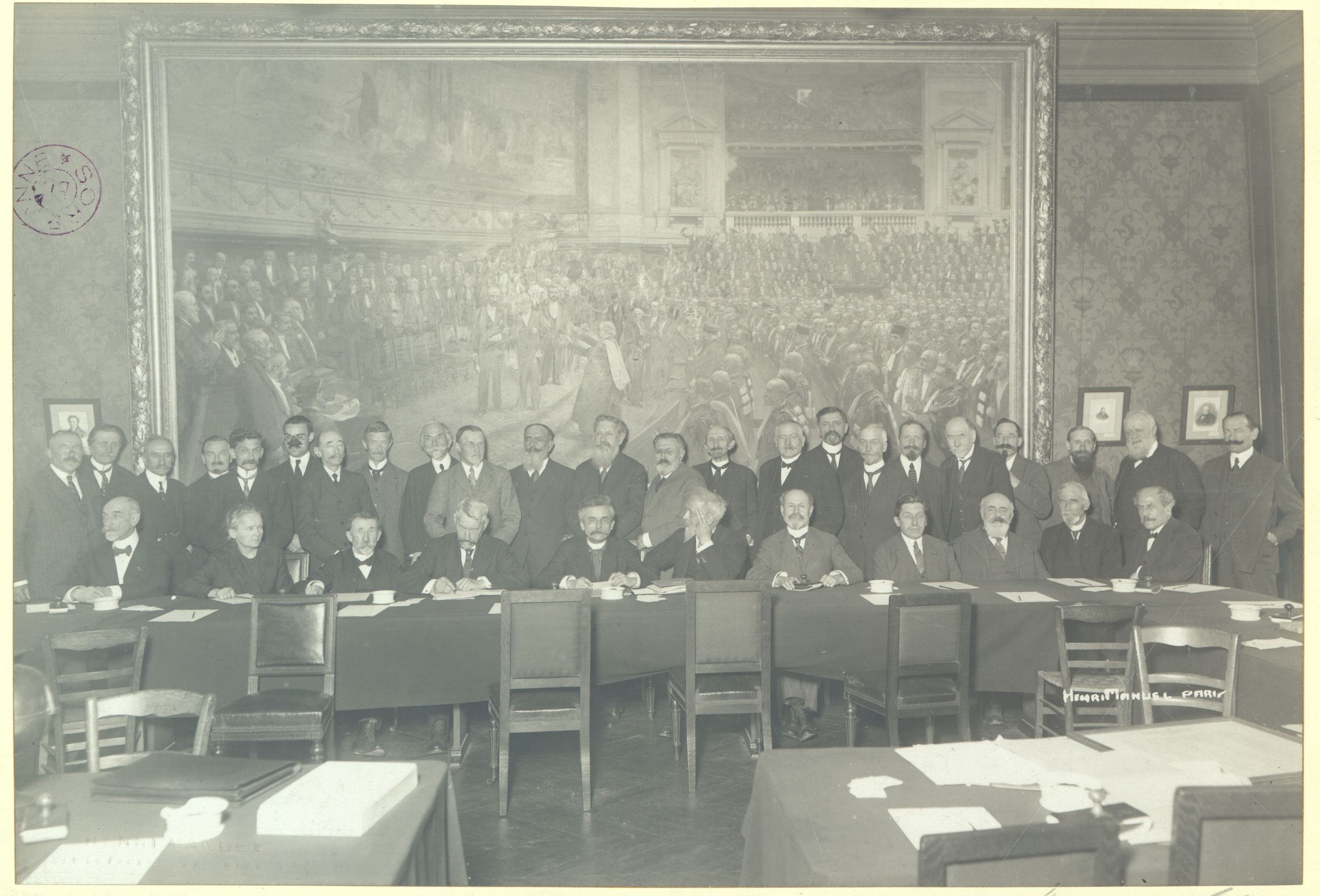
Henri Manuel, séance du conseil de la faculté des sciences de Paris (Marie Curie, seule femme, se situe en bas à gauche de l'image), 1923.

En 1921, la journaliste Marie Mattingly Meloney organise une collecte de 100 000 dollars américains (environ un million de francs or) auprès des femmes américaines afin que Marie Curie puisse acheter un gramme de radium pour l'institut. Marie Curie effectue son premier voyage aux États-Unis le 20 mai 1921, pour acheter un gramme de radium à l’usine du radium de Pittsburgh, où sont utilisés de manière industrielle les procédés qu'elle a développés. En 1929, toujours grâce aux femmes américaines, elle reçoit un nouveau gramme de radium, dont elle fait don à l’université de Varsovie.

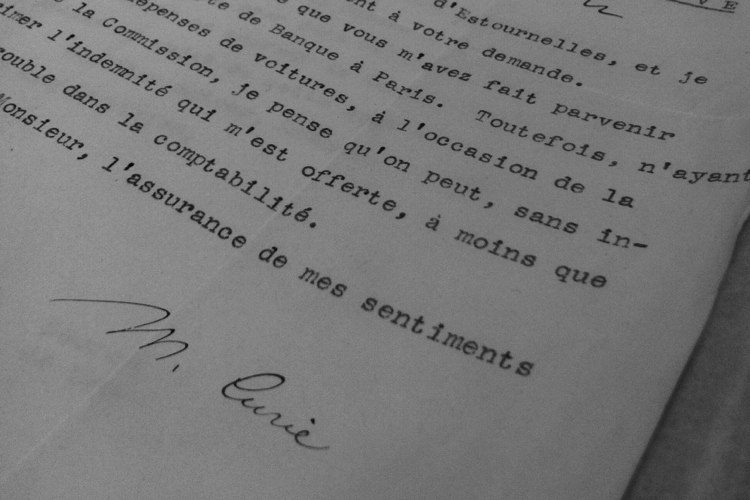
Document signé de Marie Curie dans les archives de la Société des Nations

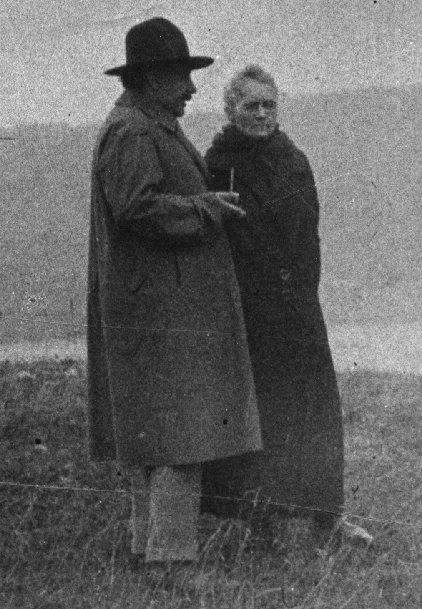
Albert Einstein et Marie Curie.

Très sollicitée, elle voyage énormément, et s'engage aux côtés d'Albert Einstein dans la Commission internationale de coopération intellectuelle.

### Attachement à son identité polonaise et nom
Malgré sa naturalisation française liée à son mariage, Marie Curie n'a jamais perdu le sentiment de son identité polonaise. Elle a ainsi appris à ses filles la langue polonaise et les a emmenées en Pologne plusieurs fois. Le nom de l'élément chimique polonium a aussi été choisi par Marie Curie en hommage à la Pologne. 
Elle ajoutait son nom de jeune fille Skłodowska lorsqu'elle signait des correspondances pour des destinataires polonais ou russes,. Le nom « Skłodowska-Curie » est d'ailleurs utilisé en Pologne pour la plupart des monuments et bâtiments lui faisant hommage. On peut également noter que c'est le nom qui figure sur son prix Nobel de chimie de 1911. Néanmoins, elle signait les correspondances familiales et amicales « Marie Curie », et utilisait généralement « Madame Pierre Curie » pour les publications scientifiques ou autres documents officiels, comme il était d'usage à l'époque.

### Engagements
Malgré son aura internationale, Marie Curie évite de prendre parti lors de grands débats politiques, mais proteste publiquement contre l’incarcération d’une suffragette en 1921 et se prononce contre la peine de mort. Elle fréquente une communauté de scientifiques dreyfusards, laïcs, républicains et progressistes et s'engage pour la coopération internationale, étant elle-même marquée par la Première Guerre mondiale. Elle ne fait pas breveter ses découvertes scientifiques, estimant que « les découvertes appartiennent au peuple ».

### Maladie et mort
Marie Curie souffre d'une trop grande exposition aux éléments radioactifs qu'elle étudie depuis 1898 et aux fortes doses de rayons X reçus pendant les radiographies des malades durant la guerre, notamment au niveau des yeux et des oreilles. Dès le début des années 1920, elle est affaiblie et pense que le radium, auquel elle consacre une grande partie de ses recherches, pourrait avoir une certaine responsabilité dans ses problèmes de santé. Elle reste cependant à la direction de son Institut, notamment dans le développement d'approches thérapeutiques pour lutter contre le cancer grâce aux radiations produites par le radium.

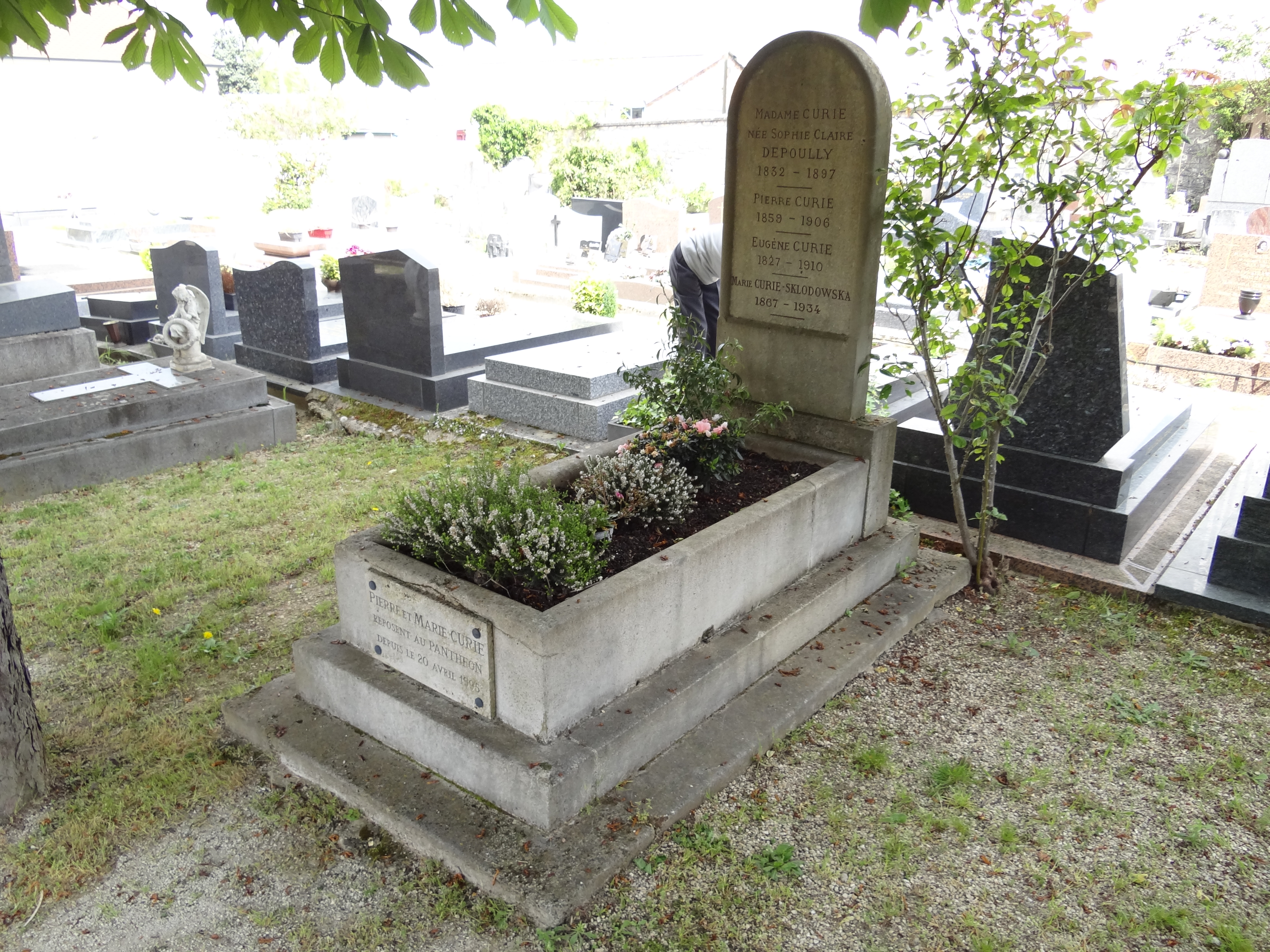
L'ancienne tombe de Pierre et Marie Curie au cimetière de Sceaux (Haut-de-Seine).

Atteinte d’une leucémie radio-induite ayant déclenché une anémie aplasique, elle se rend le 29 juin 1934 au sanatorium de Sancellemoz à Passy pour y être hospitalisée. Elle y meurt le 4 juillet, à 66 ans, dans la chambre 424.

### Postérité
Pierre et Marie Curie sont les parents de deux filles :
- Irène Joliot-Curie, qui reçoit, comme ses parents, le prix Nobel de chimie en 1935 avec son époux, Frédéric Joliot-Curie pour leurs travaux sur la radioactivité artificielle ;
- Ève Curie, qui écrit une biographie mondialement connue de sa mère, et qui épouse Henry Labouisse qui, en sa qualité de directeur exécutif de l'UNICEF, reçoit le prix Nobel de la paix attribué à cette organisation en 1965.

## Travaux

### La radioactivité: une propriété physique et non chimique
Marie Curie est d'abord embauchée par Gabriel Lippman pour étudier différentes sortes d'acier. Elle travaille dans des conditions limitées et recherche dès lors un sujet recelant davantage de possibilités. Elle se rend en Pologne dans ce but, en vain. Elle revient en France, prend des contacts, se renseigne, et décide finalement de se dédier à l'étude des rayons uraniques. Elle utilise ingénieusement l'électromètre de précision inventé quinze ans plus tôt par les frères Curie pour quantifier l'ionisation produite par ces rayons. De cette façon, elle étudie métaux, sels et minéraux dont l’uranium et la pechblende. Elle en déduit que celle-ci est quatre fois plus active et la chalcolite deux fois plus active que l'uranium. L'activité de l'uranium se révèle indépendante de sa forme chimique. Elle ne dépend au contraire que de la quantité de l'élément uranium. Elle vient de démontrer que la propriété des rayons uraniques est une propriété physique de l'atome et non une propriété chimique : la radioactivité. Ses travaux sont présentés à l'Académie des sciences par Gabriel Lippman le 12 avril 1898, moins d'un an après le début de sa thèse de doctorat.

### Découverte du radium et du polonium

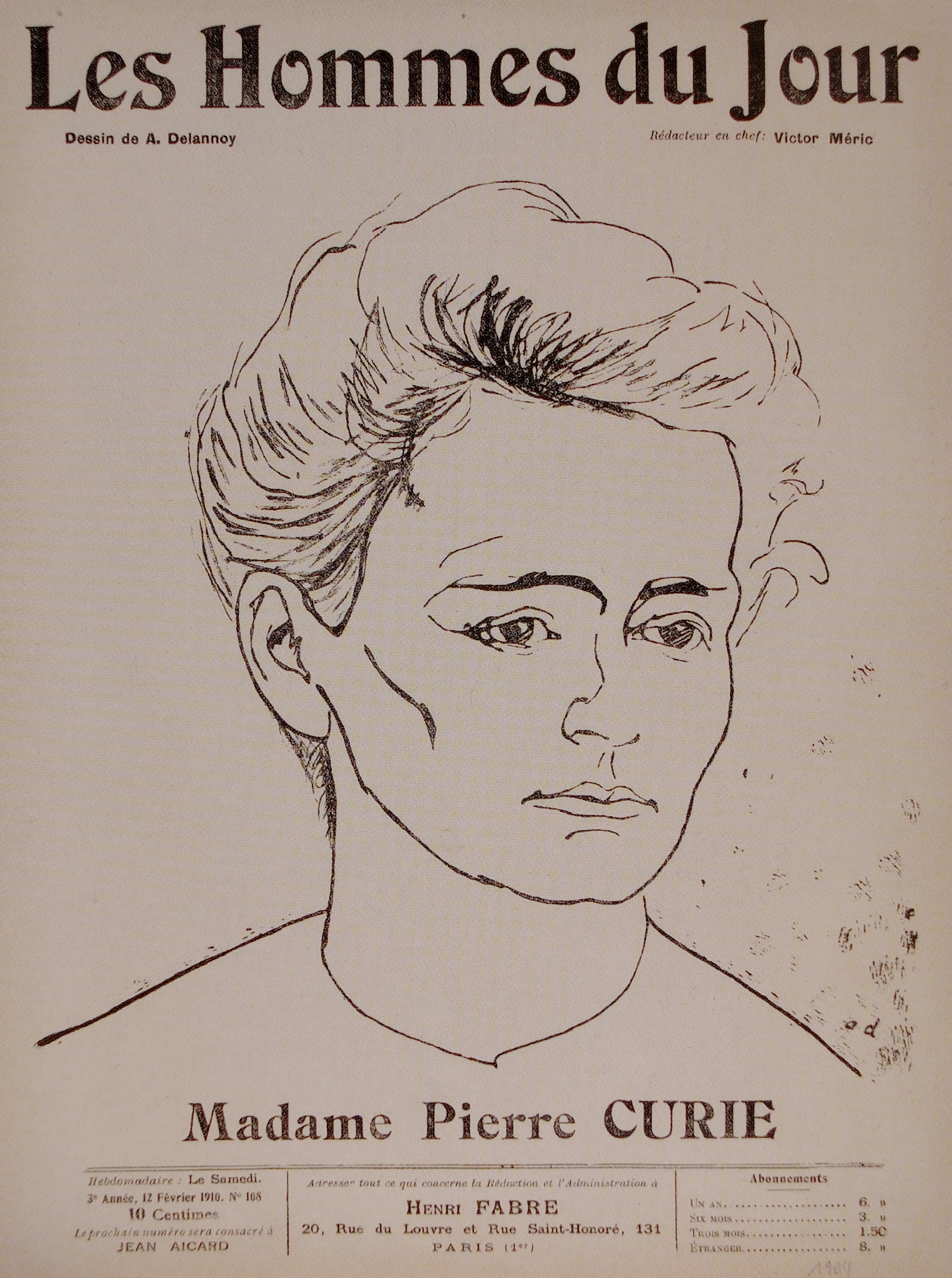
Marie Curie en couverture de Les Hommes du jour, 1911.

Marie et son mari Pierre supposent que l'activité de la pechblende, particulièrement élevée, provient d'éléments plus actifs que l'uranium. Ils mettent alors au point une méthode radiochimique permettant d'isoler ces éléments. Cette idée se révèle fructueuse puisqu'elle permet aux époux Curie de découvrir en 1898 deux nouveaux éléments, le polonium et le radium. Ces travaux sont présentés par Henri Becquerel à l'Académie des sciences et sont récompensés par le prix Nobel de physique en 1903, dont une moitié revient à Becquerel pour la découverte du rayonnement radioactif, et l'autre moitié aux époux Curie. C'est la première démonstration de l’existence des atomes de radium et de polonium, atomes par ailleurs instables. Cette découverte remet en cause la conception grecque antique qui stipulait que la matière était insécable et éternelle, et qu'il existait donc un nombre fini d'atomes stables.
En 1911, Marie Curie reçoit le prix Nobel de chimie, « en reconnaissance de ses services dans le progrès de la chimie par la découverte des éléments radium et polonium, par l'isolation du radium et l'étude de la nature et des composés de cet élément remarquable. »
Pour les réserves de pechblende d'où la physicienne extrayait les deux éléments fraîchement découverts, elle pouvait compter sur la générosité du baron Henri de Rothschild qui lui a livré dix tonnes de minerai d'uranium venant de Bohême. Cette source ayant été ensuite réservée pour l'Autriche, Marie Curie a dû compter sur l'industriel français Armet de Lisle.

### Détermination de la masse atomique du radium
Pour déterminer la masse atomique du radium, Marie Curie a dissous du chlorure de radium de masse connue, puis fait précipiter les ions chlorure par ajout de nitrate d'argent. En déterminant la masse du chlorure d'argent précipité, connaissant les masses atomiques du chlore et de l'argent, elle put en déduire la masse de chlore présente dans le chlorure de radium initial, et déterminer ainsi par simple soustraction la masse atomique du radium.

## Œuvres
- Rayons émis par les composés de l’uranium et du thorium, 1898.
- Les nouvelles substances radioactives, 1900.
- Recherches sur les substances radioactives, 2e édition, Paris, 1904.
- Préface des Œuvres de Pierre Curie, 1908.
- Traité de radioactivité, tome 1, 1910.
- Traité de radioactivité, tome 2, 1910.
- La Radiologie et la guerre, 1921.
- Pierre Curie, 1924.
- Les Rayons alpha, beta, gamma des corps radioactifs en relation avec la structure nucléaire, 1933.
- Marie Curie, Leçons de Marie Curie (recueillies par Isabelle Chavannes en 1907) : Physique élémentaire pour les enfants de nos amis, EDP Science, 2003 (OCLC 1268713764)

## Hommages

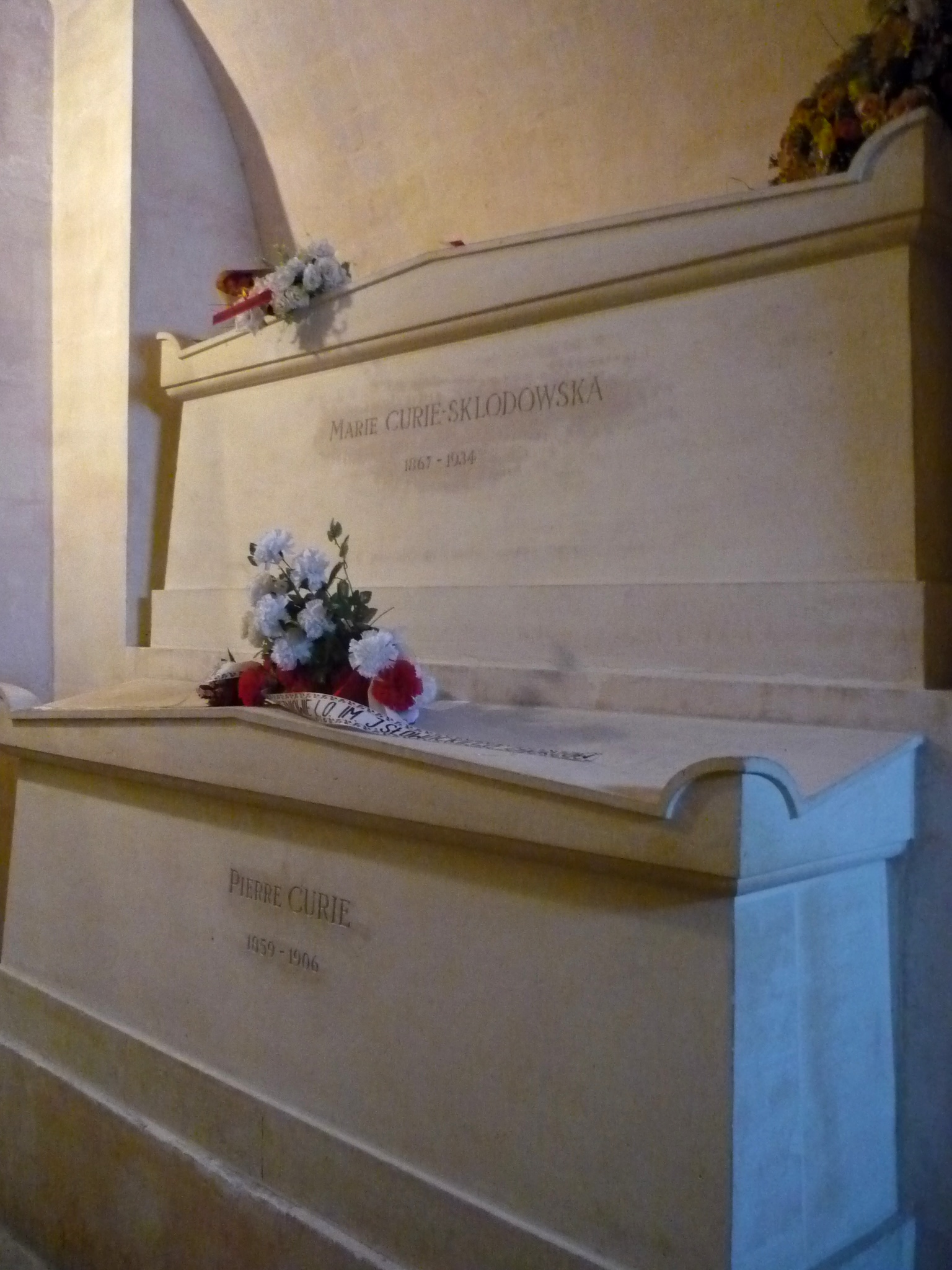
Tombes de Marie (en haut) et de Pierre Curie (en bas) au Panthéon.

L'année 2011 a été proclamée « année Marie Curie » et année internationale de la chimie par l’Assemblée générale des Nations unies pour célébrer le 100e anniversaire de son prix Nobel de chimie.

### Distinctions
- Prix Nobel de physique (1903), aux côtés de son époux — prix partagé avec Henri Becquerel[28].
- Prix Nobel de chimie (1911), à titre individuel pour ses travaux sur le polonium et le radium[42].
- Avec son époux Pierre Curie, elle refuse la Légion d'honneur. Pierre Curie déclare : « Je n'en vois pas la nécessité ». Selon Ève Curie, Marie l’aurait acceptée si elle lui avait été donnée pour « fait de guerre » à la suite de la mise en place des « petites Curies »[57].

### Au Panthéon

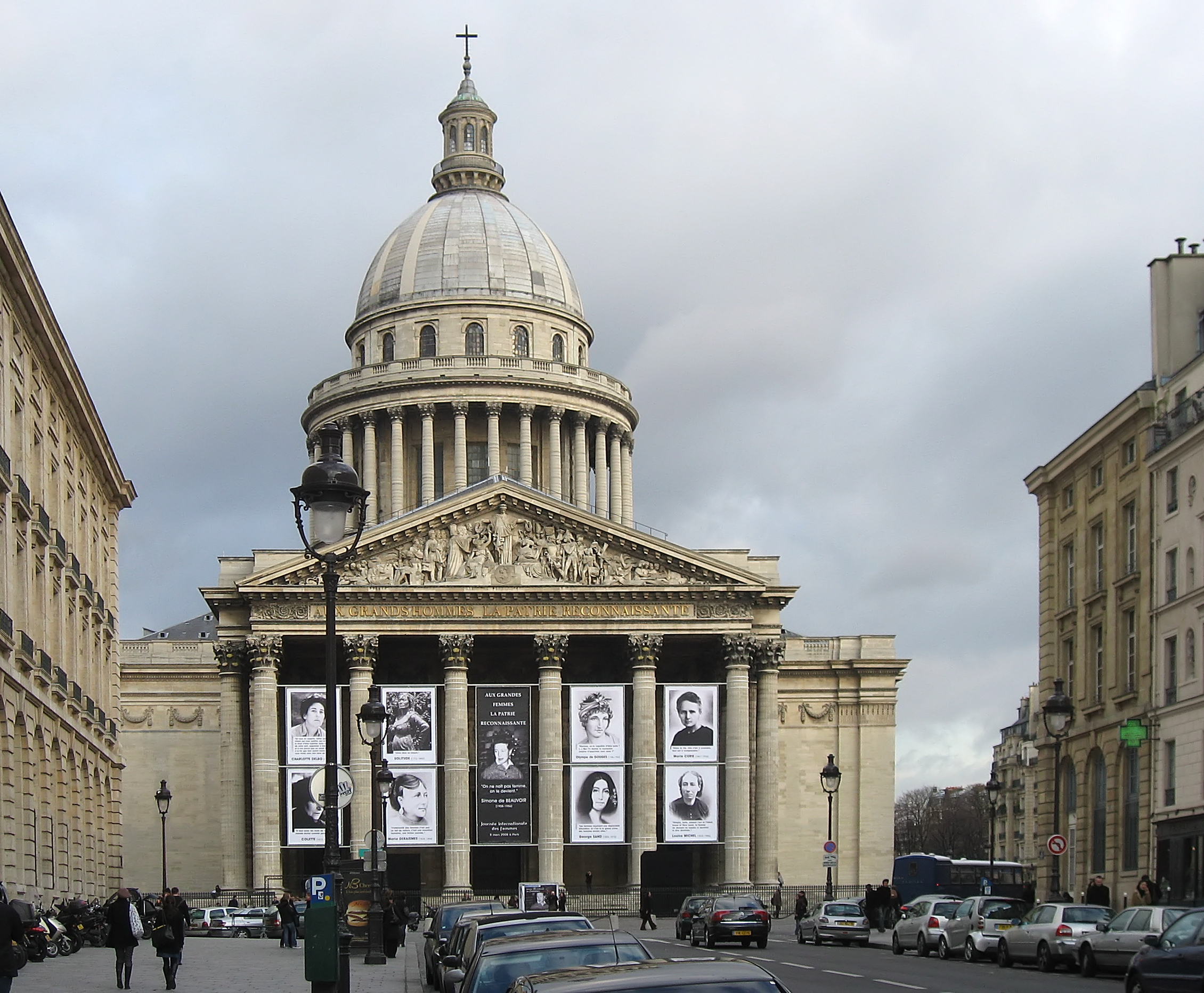
Le Panthéon, à Paris.

D'abord inhumée à Sceaux dans le caveau de la famille Curie, ses restes ont été transférés avec ceux de son mari Pierre Curie dans le caveau VIII du Panthéon à Paris le 20 avril 1995, sur décision du président François Mitterrand et en présence du président polonais Lech Wałęsa. Elle est, jusqu'en 2014, la seule femme honorée au Panthéon pour son mérite propre. Pour éviter tout risque d'irradiation résiduelle, son corps momifié, sorti de son cercueil contenant une couche de plomb entre deux épaisseurs de bois, est placé au Panthéon dans une sépulture plombée. 
Cette précaution est en fait inutile : les analyses faites par l'Office de protection contre les rayonnements ionisants au moment où le corps a été transféré du cimetière de Sceaux au Panthéon en avril 1995 montrent un niveau résiduel de radioactivité du squelette de 0.2 Bq/cm2 beta et 0.5 Bq/cm2 alpha, ainsi qu'un niveau inférieur au seuil de détectabilité pour le cercueil,. Le radium 226 présent dans son corps aurait pu être éliminé spontanément dans les dernières années de sa vie pour plusieurs raisons : du fait de l'amélioration des mesures de protection dans son laboratoire et d'une activité moindre sur ce sujet de recherche. La demi-vie biologique du radium est de 900 jours dans le corps entier et de 5,5 ans dans les os. Chez une femme ménopausée, l'ostéoporose aurait accéléré l'élimination du radium.

### Musées Curie
- Paris : au sein de l’institut Curie[62] à Paris, un musée Curie a été édifié dans les locaux mêmes de l'ancien Institut du radium, où la scientifique travailla jusqu'à sa mort. Entièrement gratuit, il propose au public de découvrir un riche patrimoine scientifique et retrace, à travers les parcours personnel et professionnel de la famille aux cinq prix Nobel, les grandes étapes de l'histoire de la radioactivité et de la lutte contre le cancer.
- Varsovie : le musée Maria Skłodowska-Curie, situé ulica Freta 16.

### Monuments
- Monument à l'université Marie Curie-Skłodowska de Lublin en Pologne
- Autre monument dans la vieille ville de Police en Pologne

Monuments portant le nom Marie Skłodowska-Curie
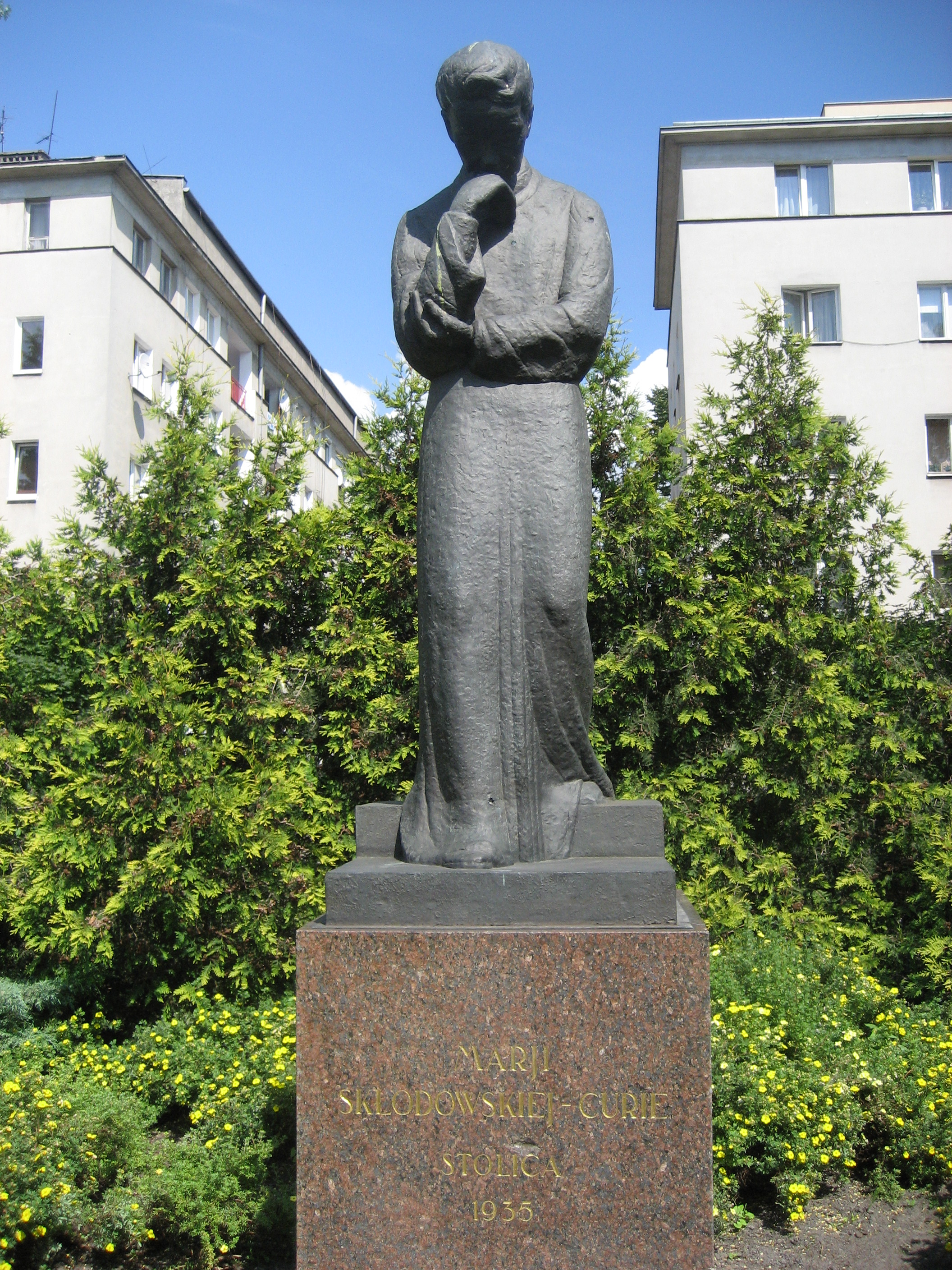
Monument à Varsovie, Pologne.
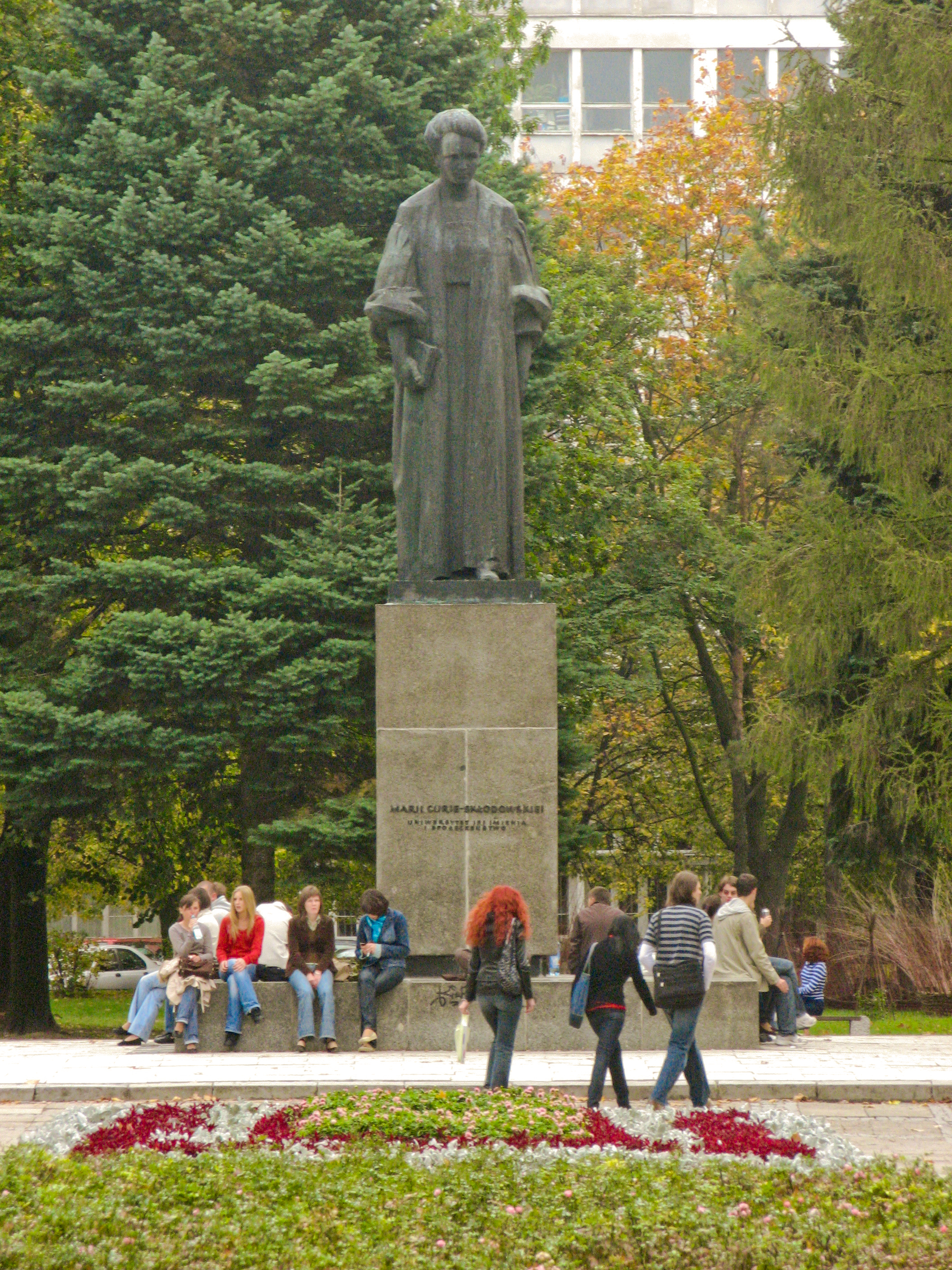
Monument à Lublin, Pologne.
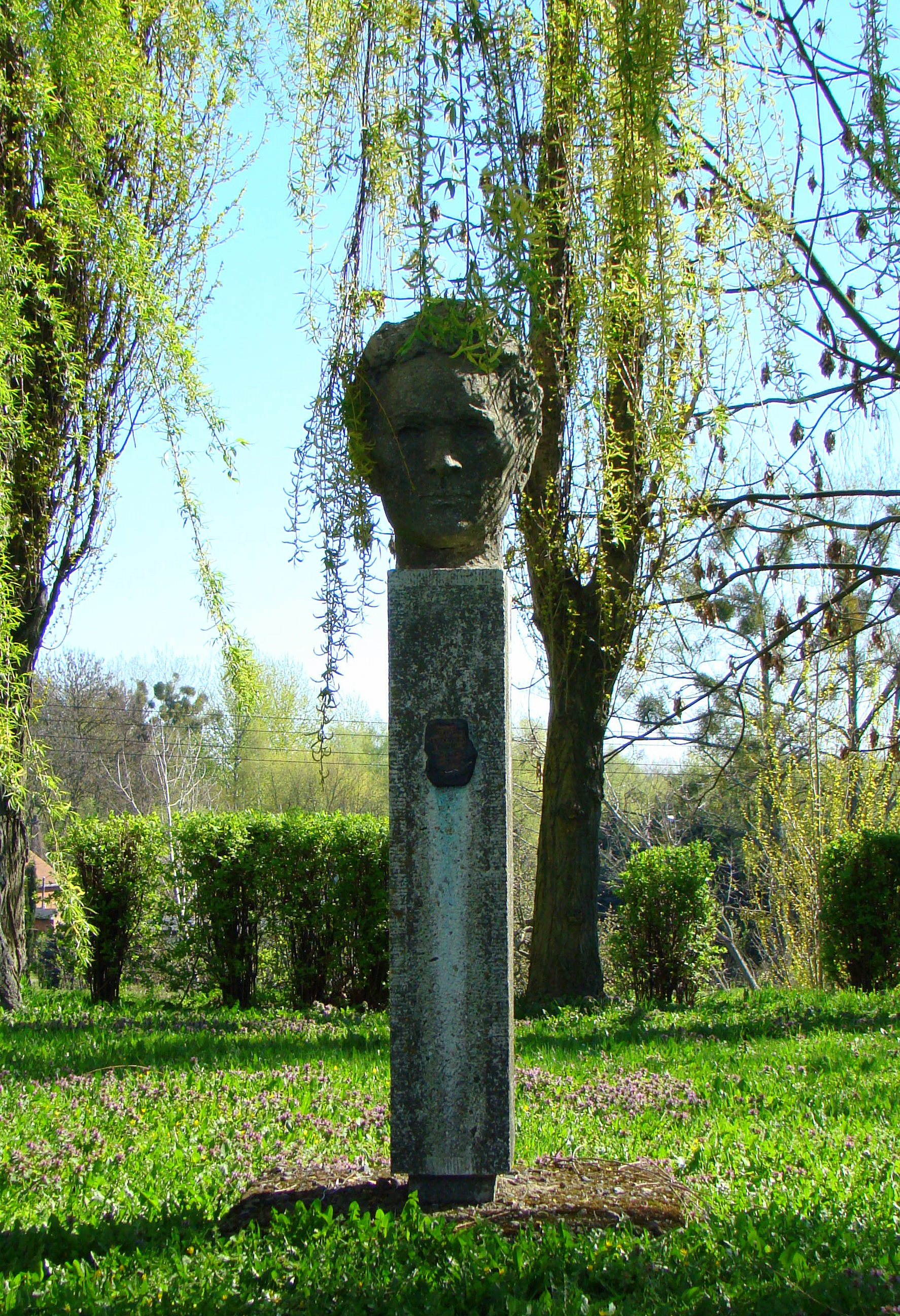
Monument à Police en Pologne.

### Sciences
- L’élément atomique no 96, découvert en 1944, a été baptisé curium en l’honneur de Pierre et Marie Curie.
- L'astéroïde (7000) Curie, découvert en 1939, a été baptisé en son honneur.
- L'Union astronomique internationale a donné le nom de « Sklodowska » à un cratère lunaire en 1961 et à un cratère martien en 1973.
- La sklodowskite, la curite et la cuprosklodowskite sont des minéraux fortement radioactifs du groupe des silicates.

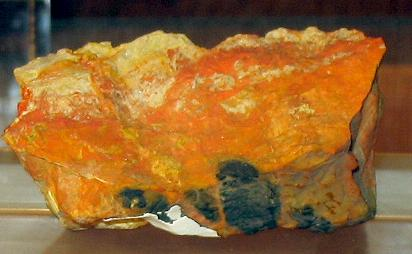
La curite (de formule chimique Pb3(UO2)8O8(OH)6·3(H2O)), minéral radioactif.
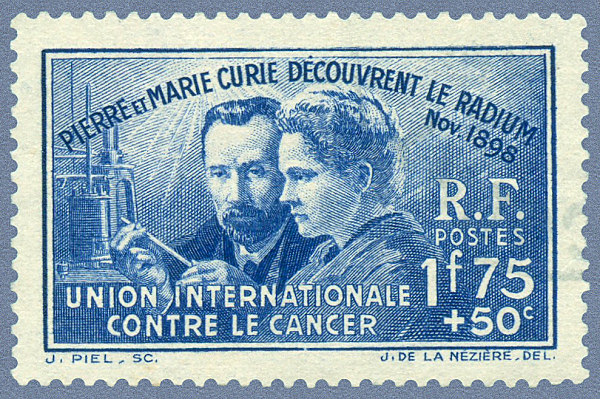
1931, Union internationale contre le cancer.

### Universités, enseignement, hôpitaux

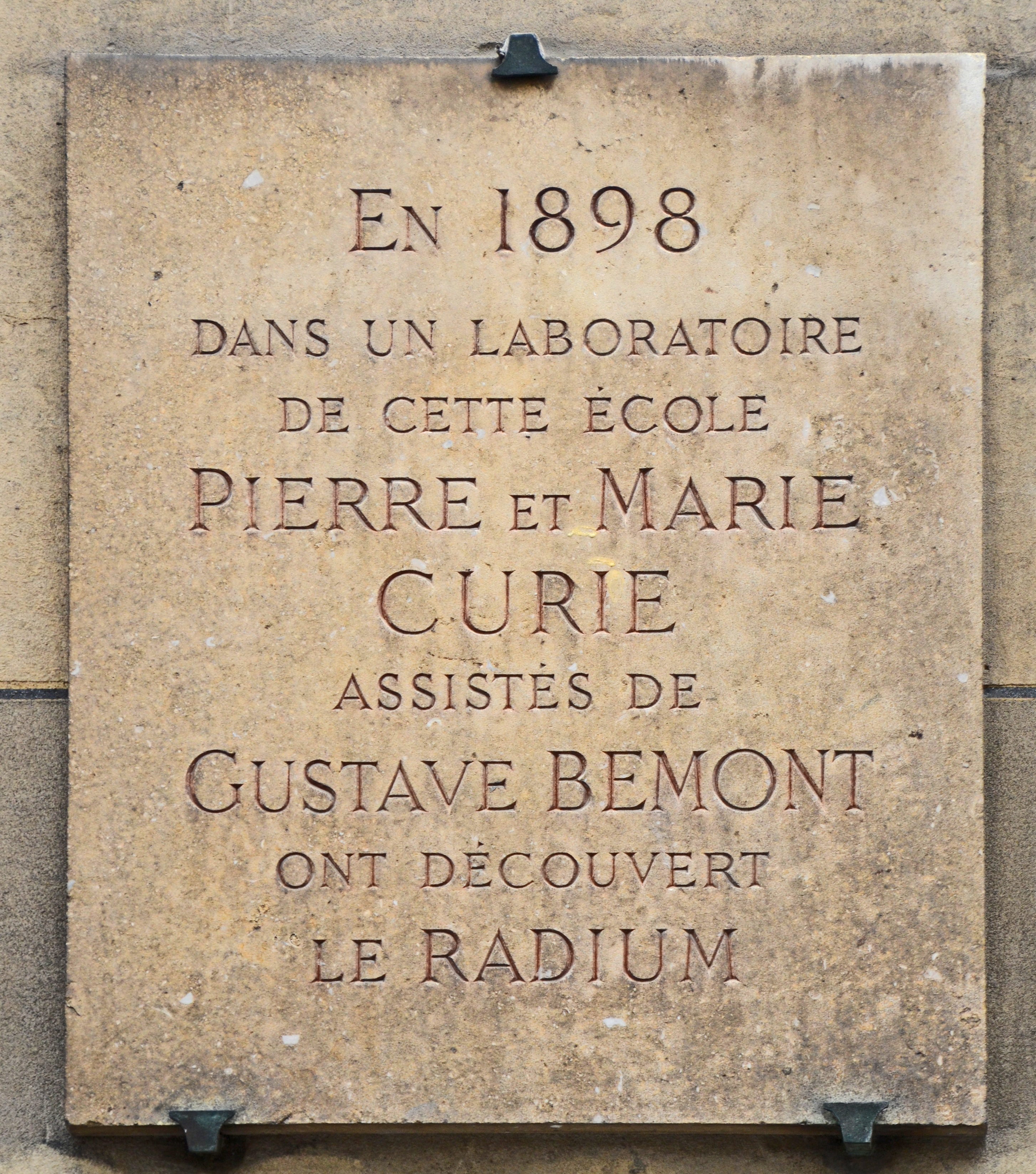
Plaque aposée au 10 rue Vauquelin à Paris.

- L'Institut central national polonais de cancérologie nommé Centrum Onkologii – Instytut im. Marii Skłodowskiej-Curie, à Varsovie (« Centre d'oncologie - institut Marie Sklodowska-Curie »[63]).
- Un centre d'imagerie médicale de l'hôpital de Soissons dans l'Aisne porte le nom de Marie Curie[64].
- L'université Paris 6, en France, porte le nom d’université Pierre-et-Marie-Curie.
- L’université publique de Lublin, en Pologne, porte le nom d'université Marie Curie-Skłodowska. Uniwersytet Marii Curie-Skłodowskiej w Lublinie[65].
- À Poitiers, une cité universitaire porte son nom, près d'une rue qui porte également son nom.
- La Marie Curie Fellowship Association[66] est un programme d’aide à la mobilité géographique pour les jeunes chercheurs européens.
- En 2015, Marie Curie est le douzième personnage le plus célébré au fronton des 67 000 établissements publics français : pas moins de 360 écoles, collèges et lycées ont pris son nom, derrière Joseph (880), Jules Ferry (642), Notre-Dame (546), Jacques Prévert (472), Jean Moulin (434), Jean Jaurès (429), Jeanne d'Arc (423), Antoine de Saint-Exupéry (418), Sainte Marie (377), Victor Hugo (365), Louis Pasteur (361), mais devant Pierre Curie (357), Jean de la Fontaine (335)[67]. Des lycées français portent le nom de Marie Curie à Échirolles, Marseille, Nogent-sur-Oise, Sceaux, Strasbourg (qui a créé Schulradio « Marie Curie »), Tarbes, Versailles, Menton (Alpes Maritimes), Vire (Calvados) et Saint-Benoît (La Réunion). Des écoles et collèges français portent le nom de Marie Curie notamment à Bernay (Eure), à Désertines (Allier), à Étampes, à Fontoy (Moselle), à La Seyne-sur-Mer, aux Lilas (Seine-Saint-Denis), à Lunel (Hérault), à Paris (18e), à Pignan (Hérault), à Provins, à Rion-des-Landes, à Saint-Amand-les-Eaux, à Saint-Laurent-Nouan (Loir-et-Cher), à Tourcoing, à Tournon-sur-Rhône (Ardèche), à Troyes, etc.
- Des lycées polonais portent le nom de Marie Curie (Liceum ogólnokształcące im. Marii Skłodowskiej-Curie) notamment à Varsovie (XXIII Liceum ogólnokształcące), à Katowice (VIII Liceum ogólnokształcące), à Gorzów Wielkopolski (II Liceum ogólnokształcące), à Czechowice-Dziedzice (seul lycée), Andrychów (seul lycée), etc.
- Des écoles vietnamiennes portent le nom de Marie Curie : le lycée Marie-Curie à Hô Chi Minh Ville et l'école privée Marie-Curie à Hanoï.
- Une plaque à son nom est apposée à côté de l'entrée de l'ESPCI, rue Vauquelin, où était situé le laboratoire dans lequel furent isolés le radium et le polonium.
- Le collège français de Montréal a nommé un de ses bâtiments « pavillon Marie-Curie », plus précisément le pavillon des sciences.
- L'Institut national des sciences appliquées (INSA) de Lyon fusionne en novembre 2009 ses deux principales bibliothèques sous le nom Bibliothèque Marie-Curie, inaugurée en avril 2010[68].
- Les promotions 2011-2012 de l'École nationale d'administration et du Collège d'Europe portent le nom de Marie Curie[69].
- L’amphithéâtre de mille places du pôle de formation sur la recherche et la santé (PFRS) de Caen, porte le nom de Marie Curie.
- L'hôpital civil Marie Curie - Charleroi.
- L'UCLouvain en Belgique possède un bâtiment d'auditoires et laboratoires au nom de Marie Curie (situé à côté du bâtiment Pierre Curie) dépendant de l'École polytechnique de Louvain.

### Émissions monétaires

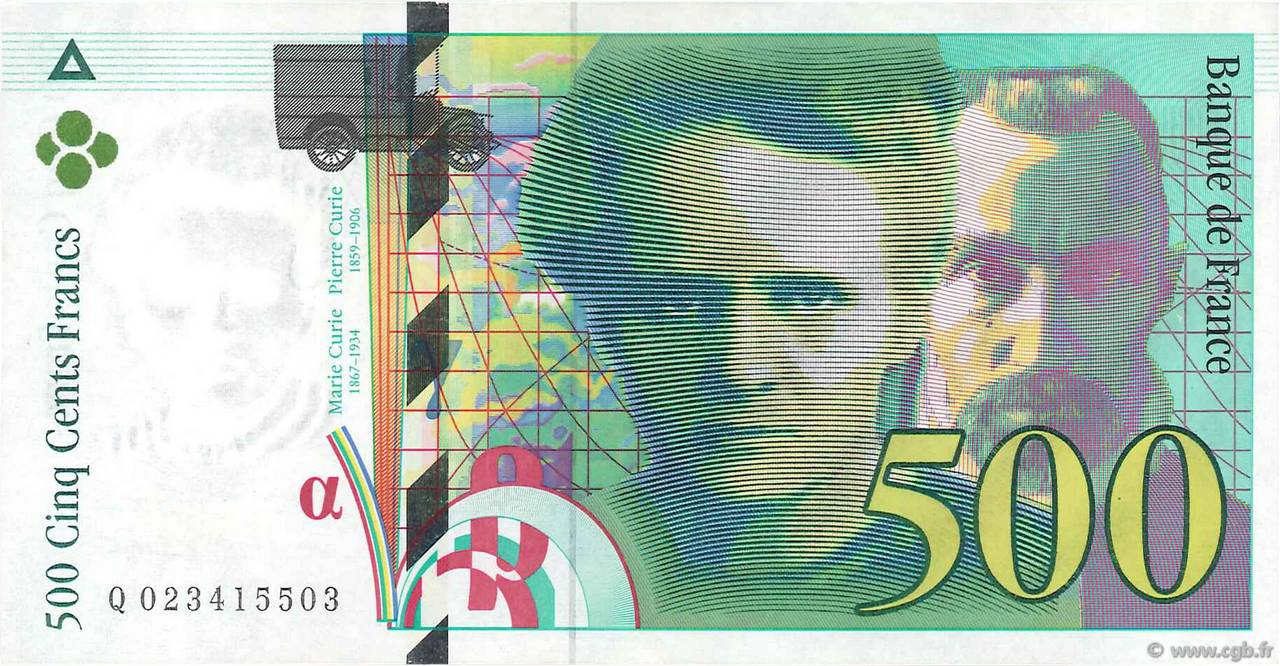
Billet de 500 francs français.

- Un billet de 500 francs français a été émis à l'effigie de Marie et Pierre Curie.
- Un billet de 20 000 złotys polonais a été émis à l’effigie de Marie Curie[70].
- En 1984, trois pièces (frappe monnaie) de 100 francs à son effigie, en argent BU, argent BE et or BE, ont été frappées à l'occasion du cinquantenaire de sa mort.
- En 1997, deux pièces (frappe monnaie) ont été émises à l'effigie de Marie et Pierre Curie : 100 francs argent BE et 500 francs or BE
- En 2006, deux pièces (frappe médaille) de 20 euros sont sorties à son effigie, en argent BE et en or BE.
- En mars 2024, la Monnaie de Paris annonce qu'elle va mettre en circulation une nouvelle pièce de 50 centimes d'euros à l'effigie de Marie Curie[71].

### Philatélie
- En 1931, un timbre l'associant avec son mari pour l'Union internationale contre le cancer est dessiné par Joseph de La Nézière pour l'administration postale française et décliné dans les différents territoires et colonies de l'époque.
- Un timbre-poste a été émis en 1938 (catalogue Yvert-Tellier no 402), à l'occasion des 40 ans de la découverte du radium par Pierre et Marie Curie[72].
- Un timbre-poste a été émis en 1967 (catalogue Yvert-Tellier n° 1533), pour le centenaire de la naissance de Marie Curie[73].
- Un timbre-poste a été émis en 1998 (catalogue Yvert-Tellier no 3210), pour le centenaire de la découverte du radium.
- Deux timbres-poste ont été émis le 27 janvier 2011 (catalogue Yvert-Tellier : en feuille no 4532 et auto-adhésif no 524) pour inaugurer l'Année Internationale de la Chimie et célébrer le deuxième prix Nobel de Marie Curie[74].
- Deux collectors (carnets de 10 timbres tarif Lettre prioritaire et tarif Lettre verte) de MonTimbre@Moi (timbre personnalisé) ont été émis le 8 mars 2013 par le musée Curie (1 rue Pierre-et-Marie-Curie à Paris 5e) pour la Journée Internationale de la Femme. Ils représentent Marie en 1913 (centenaire de la photo servant de visuel).
- D'autres pays, comme la Pologne, l'Allemagne (ancienne DDR), la Russie, l'Espagne et Cuba ont aussi émis des timbres en son honneur.Autres

### Rues, station de métro…

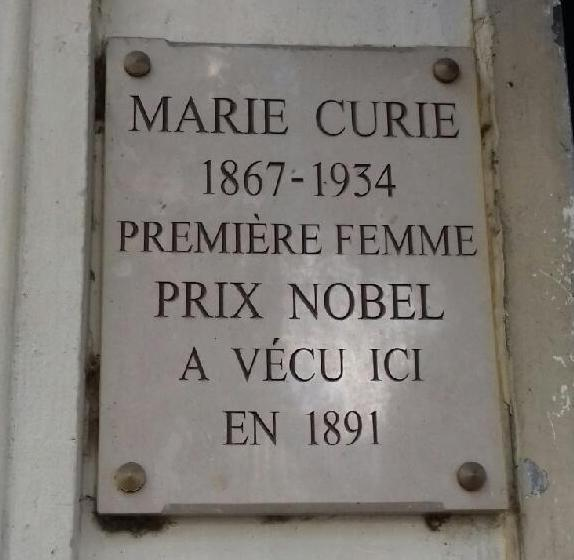
92 avenue Jean-Jaurès (Paris, 19e), où habita Marie Curie.

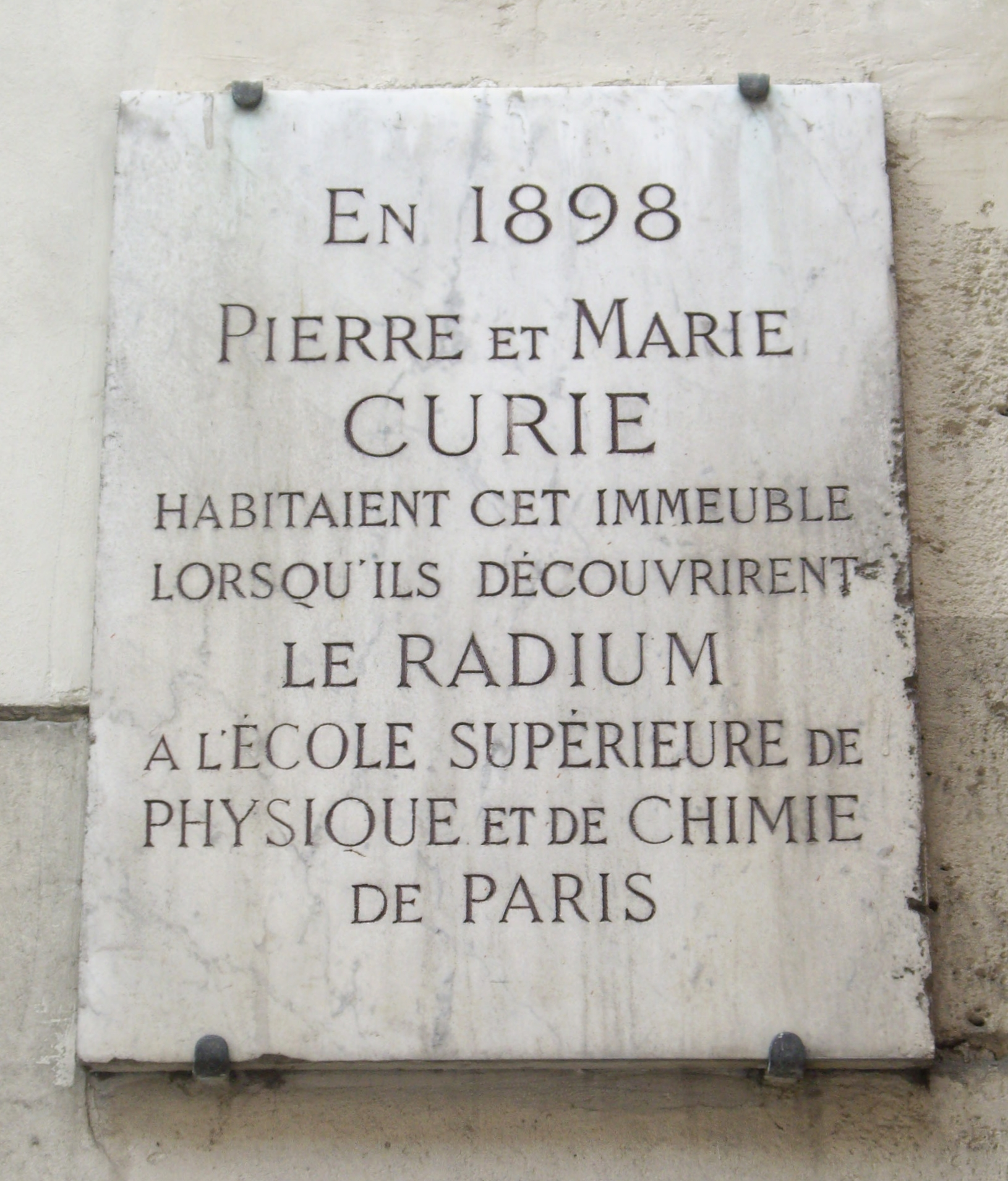
24 rue de la Glacière (Paris, 13e), où habitèrent Pierre et Marie Curie.

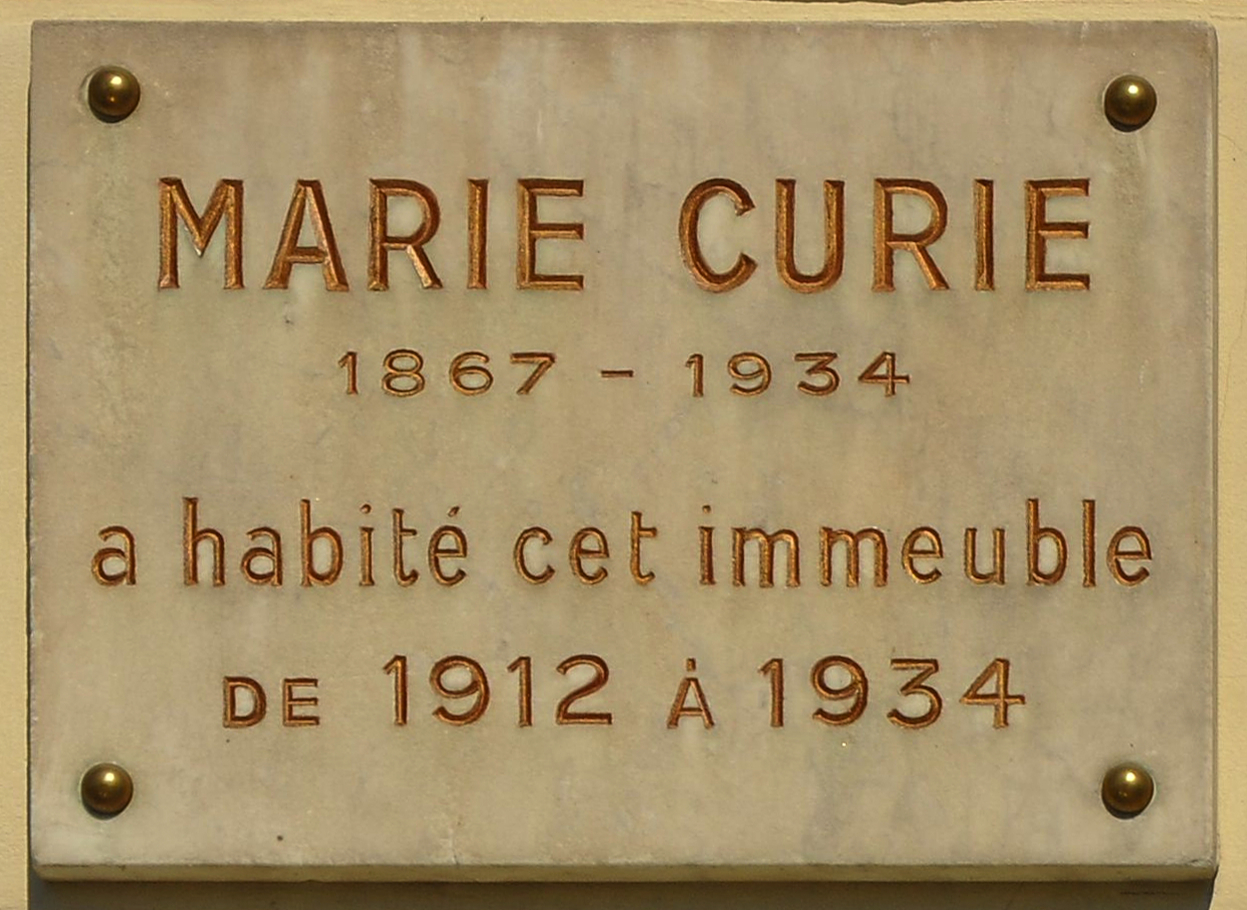
36 quai de Béthune (Paris, 4e), où habita Marie Curie.

- Rues Marie-Curie dans de très nombreuses villes, par exemple la rue Pierre-et-Marie-Curie à Paris (en 2017, le nom fait partie des 200 les plus rencontrés en odonymie française[75]).
- Plaques commémoratives apposées, à Paris, aux 92 avenue Jean-Jaurès (19e arrondissement), 24 rue de la Glacière (13e arrondissement) et 36 quai de Béthune (4e arrondissement).
- Le 8 mars 2007, la station du métro parisien (située à Ivry) Pierre Curie a été rebaptisée Pierre et Marie Curie.
- Salle Maria Skłodowska-Curie au quatrième étage du Palais de la culture et de la science de Varsovie.
- Rue Madame Curie située dans le quartier d’Hamra, à Beyrouth, au Liban.
- Avenue Pierre-et-Marie-Curie à Ixelles, en Belgique (région de Bruxelles-Capitale).
- Square Marie-Curie à Paris, dans le 13e arrondissement.
- Le collège Pierre-et-Marie-Curie, à Gravelines.
- Son nom est gravé sur le Mémorial de radiologie (de), qui commémore les pionniers et martyrs de la radioactivité (physiciens, chimistes, médecins, infirmiers, laborantins etc), victimes parmi les premiers utilisateurs des rayons X dans le monde entier. Le mémorial qui comportait à l'origine 159 noms a été érigé dans le jardin de l'ancien hôpital Saint-Georges (de) à Hambourg (Allemagne) et a été inauguré le 4 avril 1936[76].

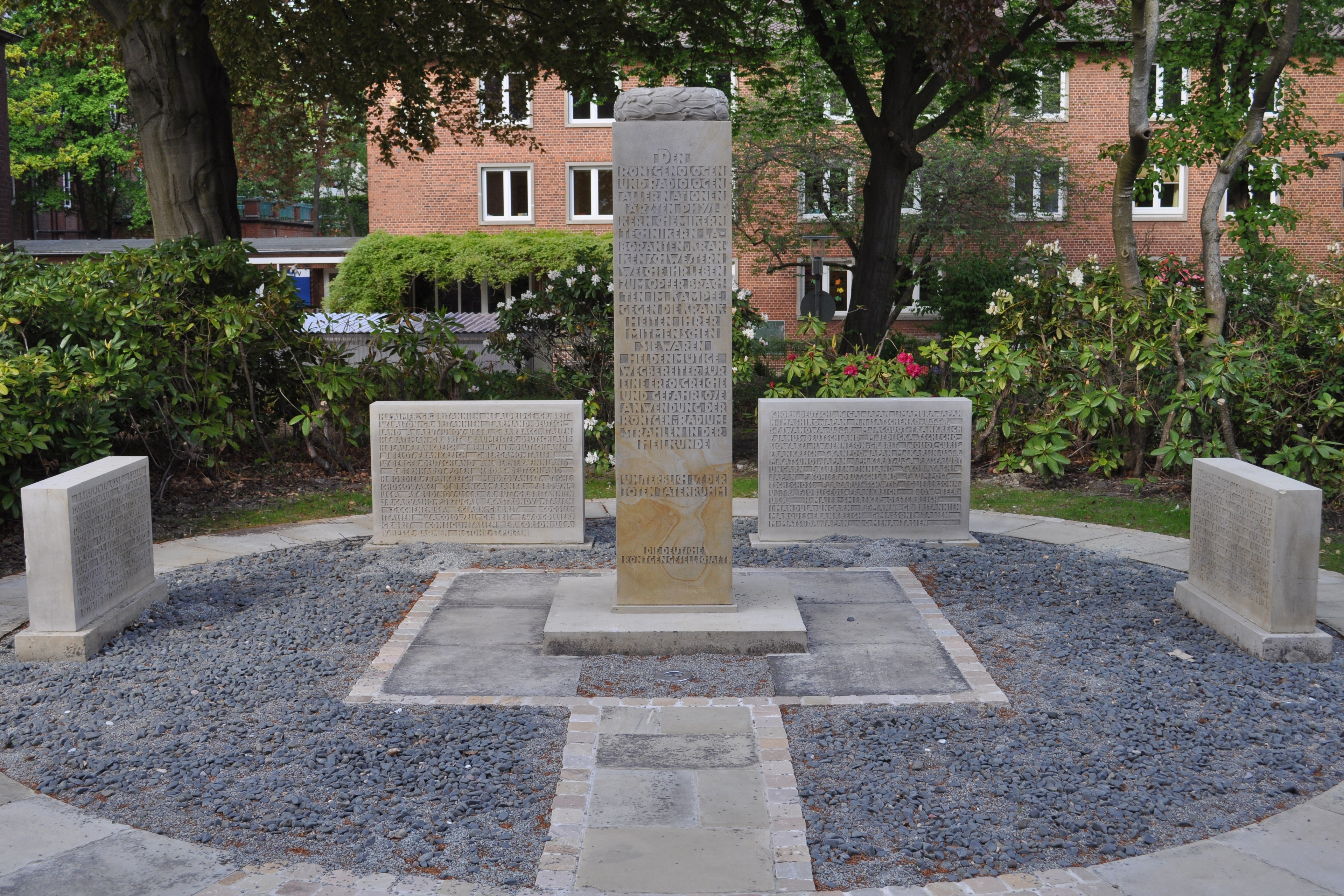
Mémorial de radiologie, Clinique Asklepios Saint-Georges à Hambourg, (Allemagne)

## Dans les arts et la culture populaire

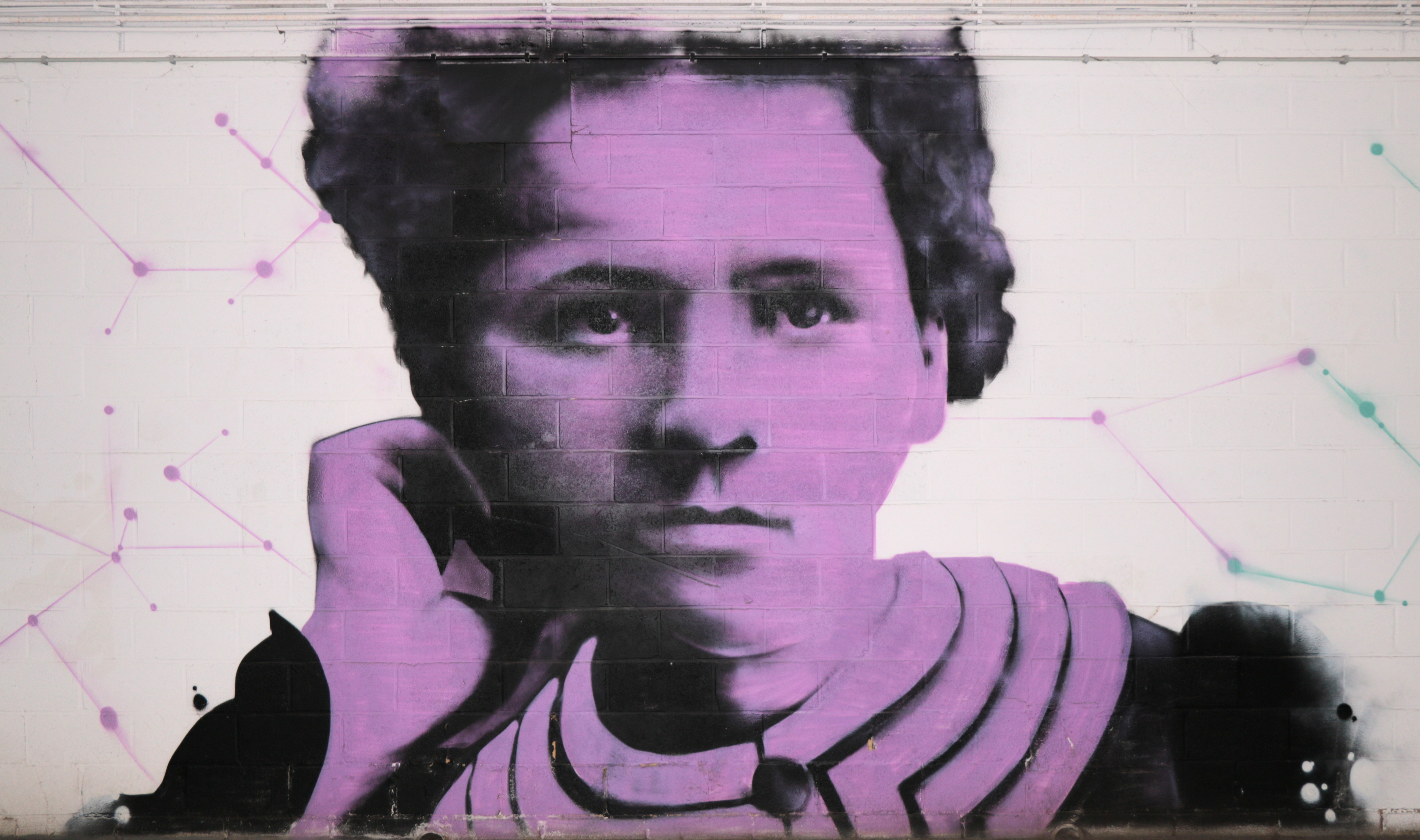
Peinture murale sous la place des Sciences à Louvain-la-Neuve.

### Littérature
- Marie Curie est le personnage principal de La Mort de Pierre Curie de Jacques Neirynck publié en 2007.
- Lauren Redniss, Radioactive: Marie & Pierre Curie: A Tale of Love and Fallout, It Books, 2010
- Rosa Montero (trad. de l'espagnol par Myriam Chirousse), L'idée ridicule de ne plus jamais te revoir [« La ridícula idea de no volver a verte »], Paris, Éditions Métailié, coll. « Bibliothèque hispanique », 2015, 177 p. (ISBN 979-10-226-0164-1, OCLC 908463690)
- Irène Frain, Marie Curie prend un amant, Paris, Éditions du Seuil, 2015, 357 p. (ISBN 978-2-02-118306-1 et 2-021-18306-8, OCLC 925417170)
- Claude Huriet, Les amours de Marie Curie, Éditions Glyphe, Paris, 2021  (ISBN 978-2-35815-296-9).
- Alice Milani, Marie Curie, Éditions Cambourakis, 2019 (trad. de l'italien)  (ISBN 978-2-36624-436-6)

### Théâtre
- En 1989, la vie et le travail de Pierre et Marie Curie inspirent, avec de grandes libertés, la comédie Les Palmes de monsieur Schutz, créée par Jean-Noël Fenwick au Théâtre des Mathurins. Cette pièce reçoit quatre Molières en 1990, dont ceux du meilleur metteur en scène et du meilleur auteur.
- En 2017, Le paradoxe des jumeaux est créé à Paris au Théâtre de la Reine blanche par Jean-Louis Bauer et Élisabeth Bouchaud avec une mise en scène de Bernadette Le Saché[77].

### Filmographie

#### Cinéma
La vie de Marie Curie a inspiré plusieurs cinéastes. Le rôle de Marie Curie a été joué par :
- 1943 : Greer Garson dans Madame Curie, film américain de Mervyn LeRoy ;
- 1956 : Monsieur et Madame Curie de Georges Franju avec Nicole Stéphane ;
- 1966 :
  - Novela, épisode Madame Curie, actrice anonyme ;
  - Madame Curie de Guglielmo Morandi avec Ileana Ghione ;
- 1972 : Marya Sklodowska-Curie. Ein Mädchen, das die Welt veränderte de Wolfgang Staudte avec Christine Wodetzky ;
- 1977 : Marie Curie de John Glenister avec Jane Lapotaire ;
- 1980 : Olga Gobzeva dans Mysli o radiatsii (Pensées à la radiation) d’Elmira Chormanova ;
- 1988 : Young Einstein d'Yahoo Serious avec Odile Le Clezio ;
- 1997 :
  - Isabelle Huppert dans Les Palmes de monsieur Schutz de Claude Pinoteau, d'après la pièce éponyme de Jean-Noël Fenwick ;
  - Marie Curie : More Than Meets the Eye de David Devine et Richard Mozer avec Kate Trotter ;
- 2011: Elisabeth Duda dans Dans les pas de Marie Curie (Śladami Marii Skłodowskiej-Curie), réalisé par Krzysztof Rogulski ;
- 2016 : Karolina Gruszka dans Marie Curie et la lumière bleue de Marie-Noëlle Sehr ;
- 2019 : Rosamund Pike dans Radioactive de Marjane Satrapi, d'après le roman graphique de Lauren Redniss[78].

#### Télévision

##### Documentaire
- 2011 : Géraldine Berger et Nathalie Huchette dans Marie Curie, au-delà du mythe de Michel Vuillermet.

##### Téléfilm
- 1965 : Marie Dubois dans Marie Curie, téléfilm en 2 parties de Pierre Badel ;
- 1990 : Marie-Christine Barrault dans Marie Curie, une femme honorable, réalisation de Michel Boisrond ;
- 2014 : Dominique Reymond dans Marie Curie, une femme sur le front de Alain Brunard.

##### Série
- 1955 : You Are There, épisode Pierre and Marie Curie Discover Radium, Jan. 12, 1902 avec Jaclynne Green ;
- 1987 : La Course à la bombe de Jean-François Delassus et Allan Eastman avec Huguette Faget ;
- 2017 : Klára Issová dans Genius de Noah Pink et Ken Biller.

### Art public (street art)
Une peinture murale lui rend hommage dans la ville universitaire de Louvain-la-Neuve en Belgique, dans le parking situé sous la place des Sciences.

### Homonyme
- Le titre Radioactivity (1975) du groupe allemand Kraftwerk évoque Marie Curie. Extrait des paroles : « Radioactivity is in the air for you and me, Radioactivity, Discovered by Madame Curie… »
- Grand prix franco-polonais « Marie Sklodowska Curie et Pierre Curie », décerné conjointement par l'Académie des sciences et la  Fondation pour la science polonaise.

### Filmographie
- [vidéo][Production de télévision] « Duels d'Histoire : Marie Curie vs Jeanne Langevin », Olivier Carpentier (écriture et réalisation), Nicolas Brénéol (écriture et montage), Noémie Orphelin (narration) sur Arte, 2022, 12 min (consulté le 15 juin 2024)

### Émission
- [(fr) Marie Curie : une intelligence irradiante sur Radio France (France Culture) (page consultée le 01 mars 2024)], podcast/émission La méthode scientifique (2017), France Culture, durée 0 h 59.

#### Bases de données et dictionnaires
- Ressources relatives à la recherche :   - Atomic Heritage Foundation
  - La France savante
  - Mathematics Genealogy Project
  - Scopus
- Ressources relatives aux beaux-arts :   - AGORHA
  - British Museum
  - National Portrait Gallery
- Ressources relatives à la musique :   - Carnegie Hall
  - Discogs
  - MusicBrainz
- Ressource relative à la santé :   - Bibliothèque interuniversitaire de santé
- Ressource relative à plusieurs domaines :   - Radio France
- Ressource relative à la bande dessinée :   - Comic Vine
- Ressource relative à l'audiovisuel :   - IMDb
- Notices dans des dictionnaires ou encyclopédies généralistes :   - Biographie nationale de Belgique
  - Britannica
  - Brockhaus
  - Collective Biographies of Women
  - Den Store Danske Encyklopædi
  - Deutsche Biographie
  - Dictionnaire universel des créatrices
  - Enciclopedia delle donne
  - Enciclopedia italiana
  - Gran Enciclopèdia Catalana
  - Hrvatska Enciklopedija
  - Internetowa encyklopedia PWN
  - Nationalencyklopedin
  - Munzinger
  - Polski Słownik Biograficzny
  - Proleksis enciklopedija
  - Store norske leksikon
  - Treccani
  - Visuotinė lietuvių enciklopedija
- Notices d'autorité :   - VIAF
  - ISNI
  - BnF (données)
  - IdRef
  - LCCN
  - GND
  - Italie
  - Japon
  - CiNii
  - Espagne
  - Belgique
  - Pays-Bas
  - Pologne
  - Israël
  - NUKAT
  - Catalogne
  - Suède
  - Vatican